# Gesù nel Nuovo Testamento
| (HE)                           | (EL)                                        | (LA)                               | (IT)                                    |
| ------------------------------ | ------------------------------------------- | ---------------------------------- | --------------------------------------- |
| « אני עצמי הדרך, האמת והחיים » | « Ἐγώ εἰμι ἡ ὁδὸς καὶ ἡ ἀλήθεια καὶ ἡ ζωή » | « Ego sum via et veritas et vita » | « Io sono la Via, la Verità e la Vita » |

(Giovanni 14,6)

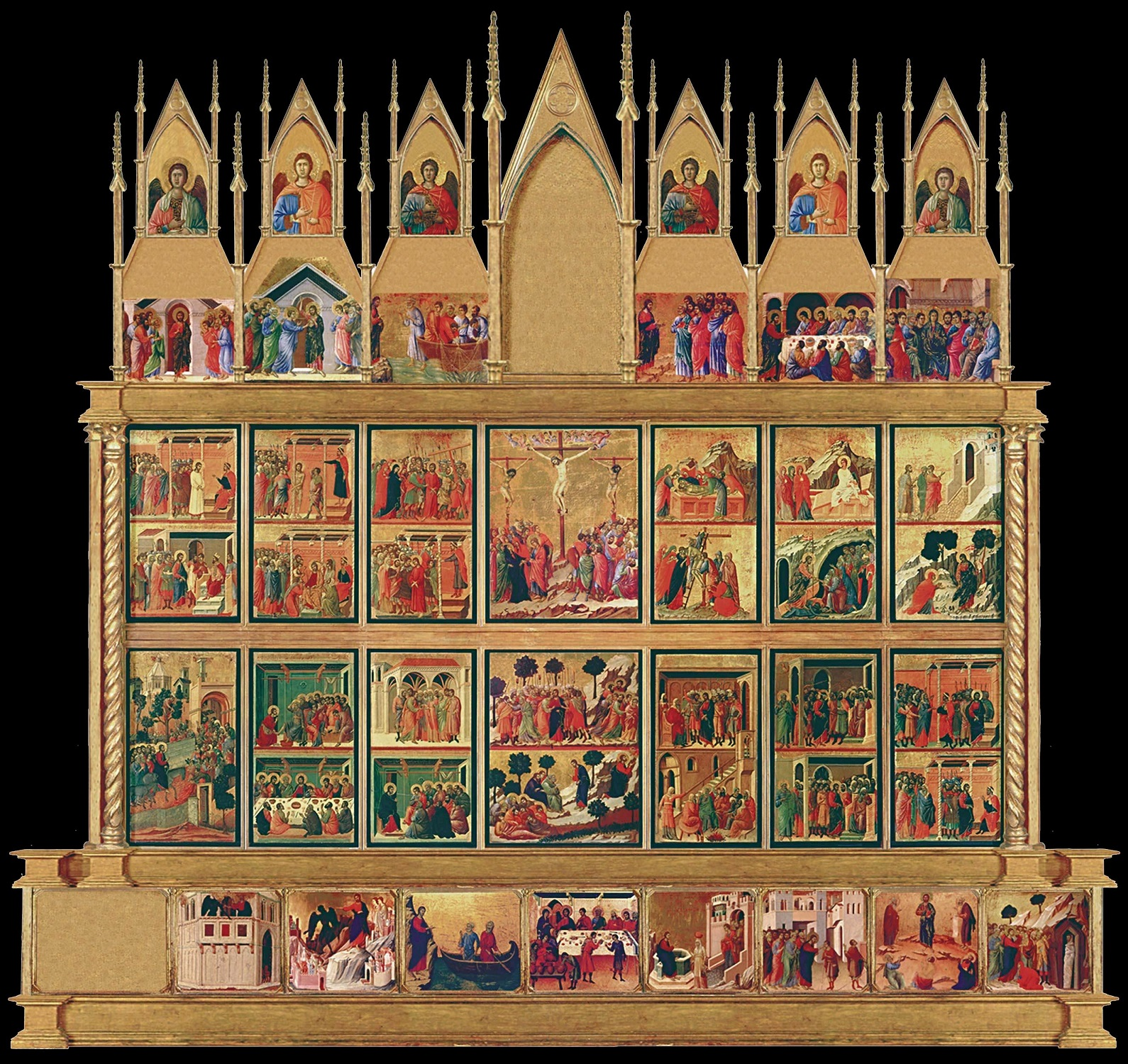
La Maestà di Duccio (1308-1311), che illustra la vita di Gesù con 26 scene centrali dedicate alla Passione e Risurrezione.

Gesù nel Nuovo Testamento indica la vita di Gesù di Nazaret secondo i quattro Vangeli canonici del Nuovo Testamento che costituiscono
le fonti primarie di informazione. Tuttavia anche altre parti del Nuovo Testamento, come le Lettere di Paolo, includono riferimenti ad episodi fondamentali della sua vita, tra cui l'Ultima Cena.
Gli Atti degli Apostoli (Atti 1.1-11) riportano inoltre l'Ascensione di Gesù in maniera più estesa dei vangeli canonici.
La genealogia e Natività di Gesù sono descritti in due dei quattro vangeli canonici: Matteo e Luca. Luca e Matteo descrivono Gesù che nasce a Betlemme, in Giudea, da madre vergine. In Matteo, i magi seguono una stella fino a Betlemme per portare doni al Gesù bambino, nato Re dei Giudei. Re Erode massacra tutti i bambini di Betlemme per uccidere Gesù, ma la sacra famiglia fugge in Egitto e in seguito si stabilisce a Nazaret.
Nei vangeli, il ministero di Gesù inizia col suo Battesimo da parte di Giovanni Battista, quando Gesù ha circa trenta anni. Gesù comincia quindi a predicare nella Galilea e a raccogliere discepoli. Dopo la "confessione di Pietro" che afferma Gesù come il Cristo (Matteo 16.13-20, Marco 8.27–30 e Luca 9.18–20), tre dei discepoli assistono alla sua Trasfigurazione. Dopo la morte del Battista e la Trasfigurazione, Gesù inizia il suo ultimo viaggio verso Gerusalemme, avendovi predetto la propria morte. Gesù entra trionfalmente a Gerusalemme e una volta lì l'attrito con i farisei aumenta e uno dei suoi discepoli accetta di tradirlo per trenta denari d'argento.
Nelle narrazioni evangeliche, verso la fine della sua ultima settimana a Gerusalemme, Gesù ha l'Ultima Cena con i suoi discepoli e il giorno dopo viene tradito da Giuda Iscariota, arrestato e processato. Il processo si conclude con la sua crocifissione e morte. Tre giorni dopo la sua sepoltura, Gesù risorge e appare ai suoi discepoli durante un periodo di 40 giorni, dopodiché ascende al Cielo.

## Genealogia e Natività

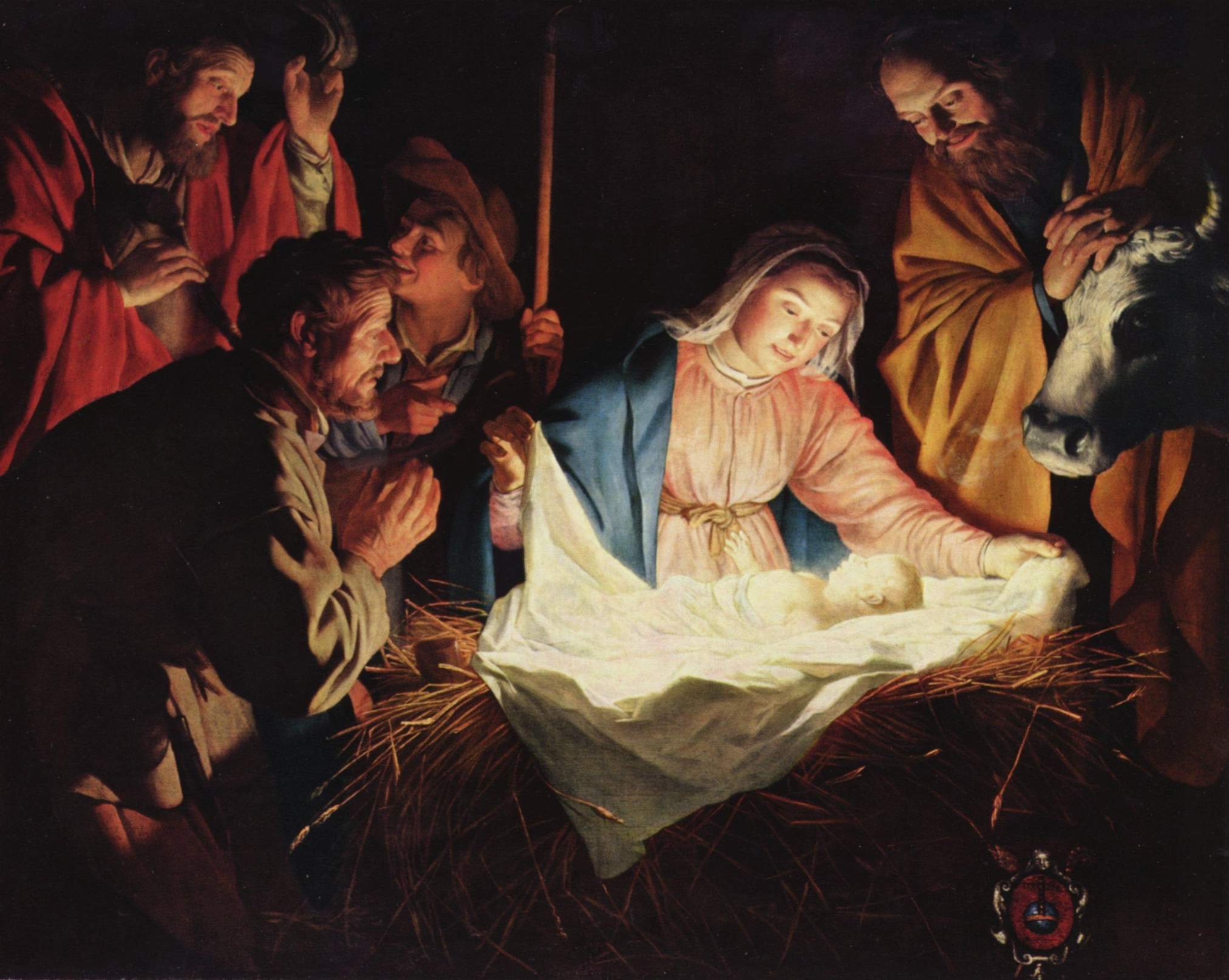
"Adorazione dei pastori" di Gerard van Honthorst, 1622

La Genealogia e la Natività di Gesù sono descritte in due dei quattro vangeli canonici: Matteo e Luca. Il Genealogia di Gesù è descritta in Luca 3.23-38 e Matteo 1.1-17. Mentre Luca traccia la genealogia dal basso andando verso l'alto, fino ad Adamo e Dio, Matteo la traccia dall'alto verso il basso, da Abramo fino a Gesù. Entrambi i vangeli affermano che Gesù fu generato non da Giuseppe, ma da Dio. Entrambi i resoconti fanno risalire Giuseppe a Re Davide e da lui ad Abramo. Questi elenchi sono identici da Abramo a David (tranne uno), ma differiscono quasi completamente da Davide a Giuseppe. Matteo cita Giacobbe come padre di Giuseppe, e Luca dice che Giuseppe era il figlio di Eli. I tentativi di spiegare le differenze tra le genealogie sono di varia natura, ad esempio Luca traccia la genealogia tramite Maria mentre Matteo la ripercorre tramite Giuseppe; oppure si sostiene che Giacobbe ed Eli fossero erano entrambi padri di Giuseppe, uno il padre legale – dopo la morte del reale padre di Giuseppe – ma non c'è accordo tra gli studiosi su una soluzione delle differenze.
Luca e Matteo descrivono Gesù nato a Betlemme, in Giudea, da madre vergine. Luca presenta la storia di Natale, in cui Giuseppe e Maria, a causa di un censimento voluto dall'imperatore Augusto, vanno a Betlemme, dove Gesù nasce e viene deposto in una mangiatoia. Gli angeli lo proclamano Salvatore di tutte le genti e i pastori vengono ad adorarlo. Dopo la presentazione di Gesù al tempio, la famiglia ritorna a Nazaret. In Matteo, tre magi seguono una stella verso Betlemme per portare i loro doni a Gesù, nato Re dei Giudei. Re Erode ordina il massacro tutti i bambini di Betlemme perché così venga ucciso anche Gesù, ma la Sacra Famiglia fugge in Egitto e poi ritorna dopo la morte di Erode e si trasferisce a Nazaret. Gli studiosi neotestamentari discutono se questi due resoconti possano essere verificati o meno, e alcuni vedono tali narrazioni come non storiche. Alcuni studiosi vedono però la questione della storicità come secondaria, dato che i vangeli furono scritti principalmente come documenti teologici piuttosto che esposizioni cronologiche. Altri studiosi cristiani tradizionali sostengono che i due resoconti non si contraddicono l'un l'altro e indicano le loro rispettive somiglianze.

## Ministero

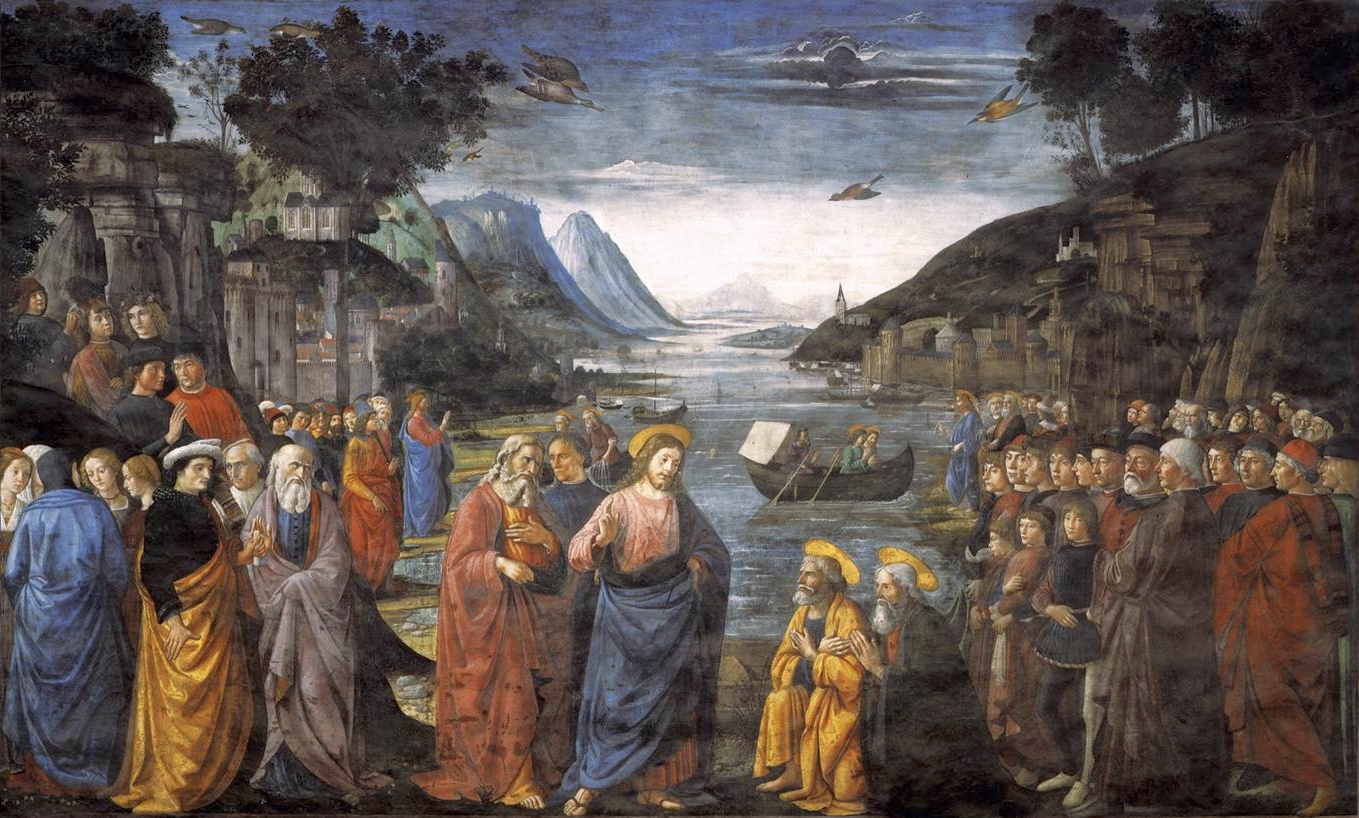
Vocazione degli apostoli, dipinto del Ghirlandaio, 1481

Le cinque fasi principali della narrazione evangelica della vita di Gesù sono il suo Battesimo, la Trasfigurazione, la Crocifissione, la Risurrezione e l'Ascensione.
Nei vangeli, il ministero di Gesù inizia col suo battesimo in un luogo della campagna della Giudea romana e in Transgiordania, vicino al fiume Giordano, e finisce a Gerusalemme, dopo l'Ultima Cena coi suoi discepoli. Il Vangelo di Luca (Luca 3.23) afferma che Gesù avesse "circa 30 anni" all'inizio del suo ministero. La maggioranza delle cronologie di Gesù tipicamente datano l'inizio del suo ministero verso gli anni 27-29 d.C. e la fine verso gli anni 30-36 d.C..
Il Primo ministero in Galilea di Gesù inizia quando, dopo il suo Battesimo, ritorna in quella regione dal deserto in Giudea. In questo primo periodo, egli predica in giro per la Galilea e recluta i primi discepoli, che iniziano a viaggiare con lui e vengono poi a costituire il nucleo della prima Chiesa poiché si reputa che gli apostoli partirono da Gerusalemme per fondare le Sedi apostoliche. Il Principale ministero in Galilea che comincia da Matteo 8, include la vocazione dei dodici apostoli e si sviluppa lungo quasi tutto il corso del ministero di Gesù in Galilea. Il Ministero finale di Gesù in Galilea inizia dopo la morte di Giovanni Battista, mentre Gesù si prepara ad andare a Gerusalemme.
Nel Successivo ministero in Giudea Gesù inizia il suo ultimo viaggio a Gerusalemme attraversando la Giudea. Mentre Gesù si dirige verso Gerusalemme, nel Successivo ministero in Perea, circa ad un terzo di percorso dal Mare di Galilea (in realtà un lago di acqua dolce) lungo il fiume Giordano, egli ritorna nella zona dove fu battezzato.
Il Ministero finale a Gerusalemme, che viene a volte chiamato la Settimana di Passione, inizia con l'entrata trionfale di Gesù a Gerusalemme. I Vangeli forniscono più particolari circa il ministero finale che non degli altri periodi, dedicando approssimativamente un terzo dei loro testi all'ultima settimana della vita di Gesù a Gerusalemme.

### Luoghi del ministero

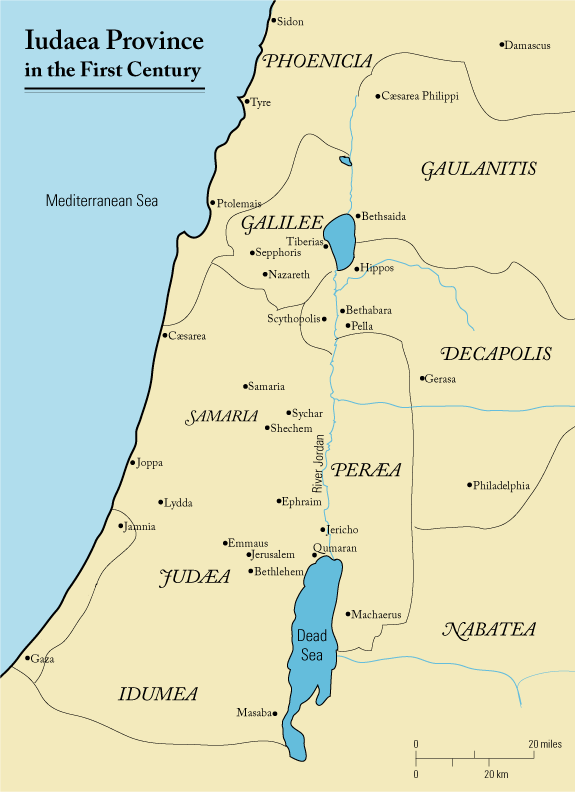
Galilea, Perea e Giudea al tempo di Gesù

Nei resoconti del Nuovo Testamento, i luoghi principali del ministero di Gesù furono la Galilea e la Giudea, con attività che si svolsero anche nelle aree circostanti, come in Perea e in Samaria.
La narrativa evangelica del ministero di Gesù viene tradizionalmente suddivisa in sezioni di natura geografica:
- Il Ministero in Galilea: il ministero di Gesù inizia quando, dopo il suo battesimo, egli ritorna in Galilea e predica nella sinagoga di Cafarnao. I primi discepoli di Gesù lo incontrano nei pressi del Mare di Galilea e il suo successivo ministero in Galilea include episodi chiave come il Discorso della Montagna (con le Beatitudini), che costituiscono il nucleo dei suoi insegnamenti morali. Il ministero di Gesù in Galilea si conclude con la morte di Giovanni Battista.

- Il Viaggio a Gerusalemme: dopo la morte del Battista, verso la metà dei testi evangelici, (approssimativamente da Matteo 17 e Marco 9) avvengono due eventi determinanti che cambiano la natura della narrativa: Gesù inizia la graduale rivelazione della sua identità ai discepoli - la sua proclamazione di essere il Cristo durante la confessione di fede di Pietro e la sua trasfigurazione. Dopo questi eventi, una buona parte dei racconti evangelici si concentrano sul viaggio finale di Gesù a Gerusalemme attraverso la Perea e la Giudea. Durante il suo percorso verso Gerusalemme attraverso la Perea, Gesù ritorna nella zona dove fu battezzato.

- La Settimana finale a Gerusalemme: la parte finale del ministero di Gesù inizia (Matteo 21 e Marco 11) con il suo ingresso trionfale a Gerusalemme dopo l'episodio della resurrezione di Lazzaro che avviene a Betania. I vangeli forniscono maggiori dettagli sulla porzione finale della vita di Cristo che sul resto della sua vita, dedicando circa un terzo dei testi all'ultima settimana della sua vita a Gerusalemme, che finisce con la crocifissione.

Anche gli accadimenti narrati dal Nuovo Testamento in merito alle apparizioni di Gesù risorto e alla sua ascensione si svolgono nella zona della Giudea.

### Battesimo e tentazioni

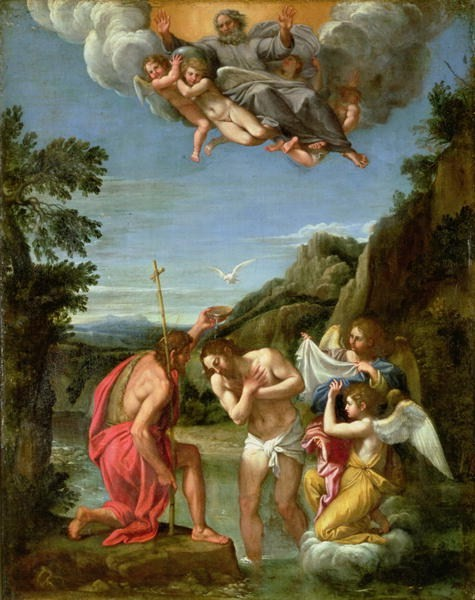
Battesimo di Cristo di Francesco Albani (XVII secolo) - illustrazione tipica, col Cielo che si apre, un Dio antropomorfico e lo Spirito Santo che discende in forma di colomba.

Il Battesimo di Gesù segna l'inizio del suo ministero pubblico. Questo evento viene registrato nei Vangeli Canonici di Matteo, Marco e Luca. In Giovanni 1.29-33, piuttosto che una narrativa diretta, è Giovanni Battista che fornisce testimonianza dell'episodio.
Nel Nuovo Testamento, Giovanni Battista predicò un "battesimo con l'acqua", non di perdono ma di penitenza o pentimento per la remissione dei peccati (Luca 3.3), e si dichiarò un precursore di uno che avrebbe battezzato con lo Spirito Santo e con il fuoco (Luca 3.16). Così facendo, preparava la via a Gesù. Gesù giunse presso il fiume Giordano, dove fu battezzato da Giovanni. La scena battesimale include il Cielo che si apre, una colomba che discende dallo Spirito Santo, e una voce divina (Bat Kol) che proclama: "Questi è il Figlio mio prediletto, nel quale mi sono compiaciuto."
La maggior parte degli studiosi moderni reputano il fatto che Gesù fu battezzato da Giovanni come un evento storico a cui può essere assegnato un elevato grado di certezza. James Dunn asserisce che la storicità del Battesimo e della crocifissione di Gesù "riscuotono un consenso quasi universale". Insieme alla sua Crocifissione, la maggior parte degli studiosi neotestamentari lo considerano uno dei due fatti storicamente certi su Gesù, e spesso lo usano come punto di partenza per lo studio del Gesù storico.
Le tentazioni di Gesù vengono narrate nei vangeli di Matteo, Marco, e Luca. In questi racconti, dopo esser battezzato, Gesù digiuna per quaranta giorni e notti nel deserto della Giudea. Durante tale periodo, il diavolo gli appare e lo tenta. Dopo che Gesù ha rifiutato ciascuna tentazione, il diavolo diparte e gli angeli arrivano a confortare e nutrire Gesù.

### Vocazione dei discepoli e primo ministero

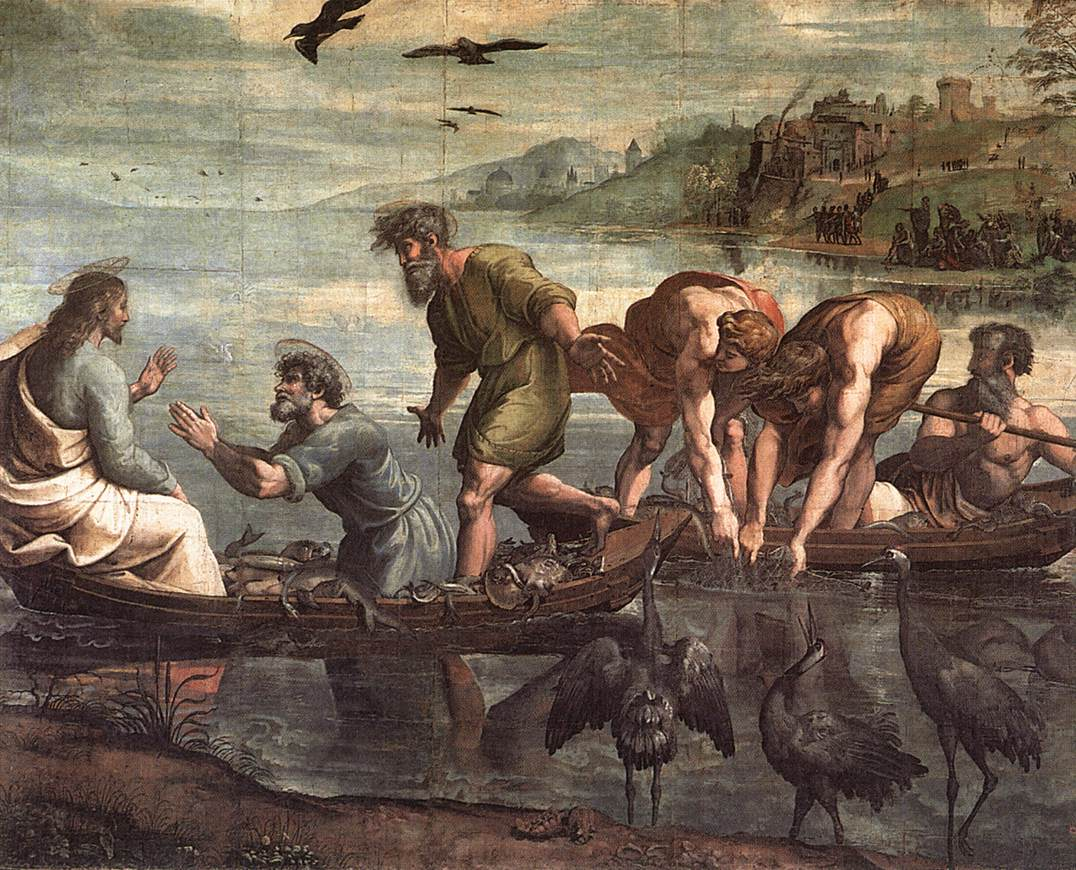
Vocazione dei discepoli e Pesca miracolosa, di Raffaello (1515)

La chiamata dei primi discepoli è uno degli episodi fondamentali dei vangeli e che inizia il ministero attivo di Gesù, preparando il percorso del gruppo di seguaci che in seguito formeranno la prima Chiesa. Ha luogo in Matteo 4.18-22, Marco 1.16-20 e Luca 5.1-11 presso il Mare di Galilea. Giovanni 1.35-51 riporta il primo incontro con due dei discepoli un po' di tempo prima, in presenza di Giovanni Battista. Specialmente nel Vangelo di Marco, l'inizio del ministero di Gesù e la chiamata dei primi discepoli sono avvenimenti inseparabili.
Nel Vangelo di Luca (5:1-11), l'evento forma parte della prima pesca miracolosa e si conclude con Pietro insieme a Giacomo e Giovanni, figli di Zebedeo, che si uniscono a Gesù vocazionalmente come discepoli. La raccolta dei discepoli in Giovanni 1.35-51 segue modelli di discepolato che vengono variamente descritti nel Nuovo Testamento, in quanto coloro che hanno ricevuto testimonianza da un altro seguace diventano a loro volta testimoni di Gesù. Andrea segue Gesù grazie alla testimonianza di Giovanni Battista, Filippo porta Natanaele, e il sistema continua in 4.4-26, dove la "Samaritana al pozzo" ne porta testimonianza alla sua gente.
Questo periodo iniziale include anche il primo miracolo alle Nozze di Cana, nel Vangelo di Giovanni dove Gesù ed i suoi discepoli sono invitati ad un matrimonio e quando il vino viene a mancare, Gesù trasforma l'acqua in vino eseguendo un miracolo.

### Ministero e miracoli in Galilea

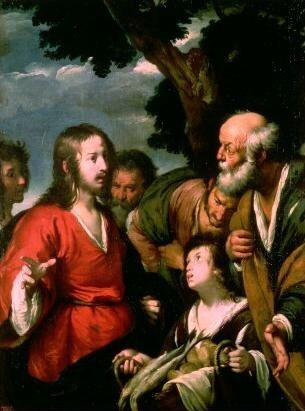
La moltiplicazione dei pani e dei pesci, di Bernardo Strozzi (XVII secolo)

L'attività di Gesù in Galilea comprende un certo numero di miracoli e gli insegnamenti. Gli inizi di questo periodo includono gli episodi del Servo del Centurione (Matteo 8.5-13) e della Tempesta sedata (Matteo 8.23-27), entrambi sul tema della fede che supera la paura. In questo periodo Gesù raduna altri discepoli, tra cui Matteo. Quella che viene chiamata la missione dei dodici apostoli si riferisce alla selezione iniziale dei Dodici Apostoli, presi tra i discepoli di Gesù, e al loro invio in missione.
Nel Discorso apostolico (Matteo 10), Gesù istruisce i dodici apostoli, che vengono citati per nome in Matteo 10.2-3, di andare di città in città a predicare che "il regno dei cieli è vicino", senza portarsi appresso alcuna possessione in viaggio. Separatamente Luca 10:1-24 narra dei Settanta discepoli, dove Gesù nomina un grande numero di discepoli e li invia tra le genti in coppie con il mandato missionario di andare pecore perdute della casa d'Israele prima dell'arrivo di Gesù in quei luoghi.

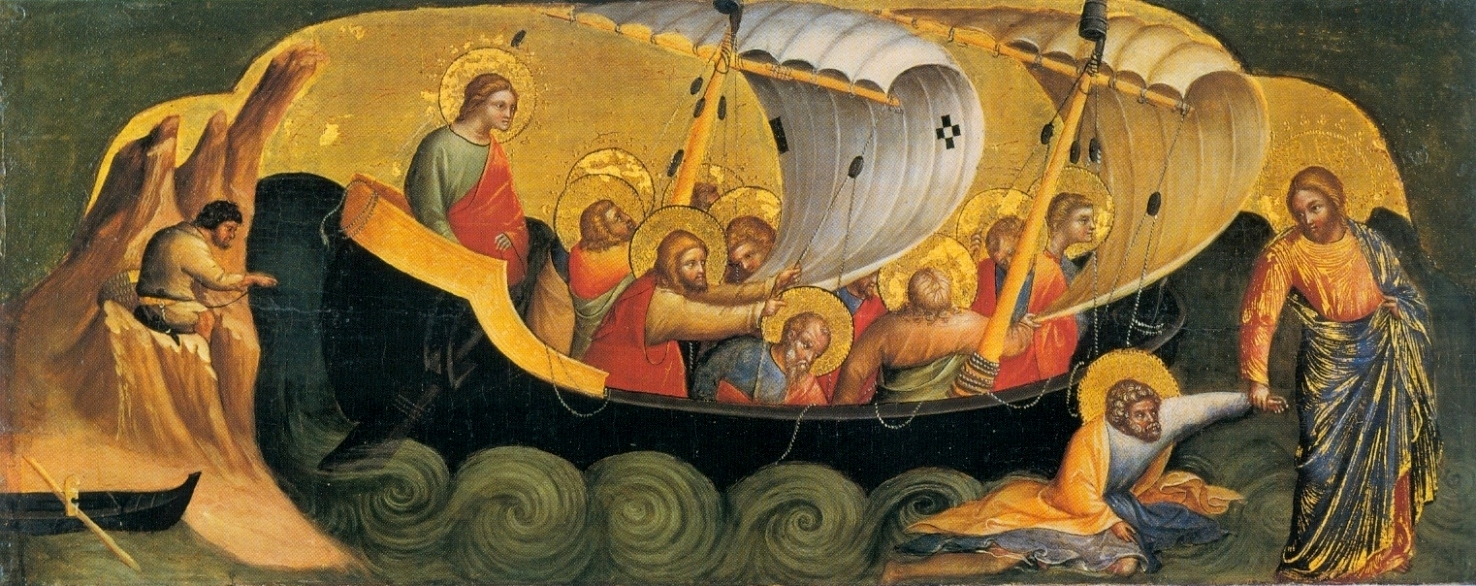
Gesù cammina sull'acqua, del Veneziano (1370)

Dopo aver appreso la morte del Battista, Gesù si ritira in barca verso un luogo solitario vicino a Betsaida, dove poi parla alla folla che l'ha seguito a piedi dalla altre città e villaggi, e compie il miracolo della "moltiplicazione dei pani e dei pesci" per nutrire i presenti. Successivamente i vangeli presentano l'episodio della Camminata sull'acqua in Matteo 14.22-23, Marco 6.45-52 e Giovanni 6.16-21 quale fase importante nello sviluppo della relazione tra Gesù ed i suoi discepoli in questo punto del suo ministero. L'episodio sottolinea l'importanza della fede descrivendo che, quando Pietro tenta di camminare sull'acqua per andare incontro a Gesù, inizia ad affondare nel momento in cui perde la fede e ha paura, e alla fine dell'episodio i discepoli aumentano la loro fede in Gesù e in Matteo 14.33 esclamano: "Tu sei veramente il Figlio di Dio!".
Gli insegnamenti principali in questo periodo includono il Discorso sulla contaminazione in Matteo 15.1–20 e Marco 7.1–23 dove, in risposta ad una rimostranza dei Farisei, Gesù afferma: "Non quello che entra nella bocca rende impuro l‘uomo, ma quello che esce dalla bocca rende impuro l‘uomo!".
Dopo questo fatto, Gesù si dirige verso le "parti di Tiro e Sidone" vicino al Mar Mediterraneo dove avviene l'esorcismo della figlia della Cananea in Matteo 15.21–28 e Marco 7.24-30. Tale episodio è un esempio di come Gesù enfatizzi il valore della fede, dicendo alla donna: "Donna, davvero grande è la tua fede! Ti sia fatto come desideri" L'importanza della fede viene anche sottolineata dal miracolo della Guarigione dei dieci lebbrosi in Luca 17.11-19.
Nel Vangelo di Marco, dopo esser passato per Sidone, Gesù entra nella regione della Decapoli, un gruppo di dieci città a sud-est della Galilea, dove in Marco 7.31-37 si narra il miracolo della guarigione del sordomuto. Dopo il miracolo, i discepoli dicono: ""Fa udire i sordi e fa parlare i muti!" L'episodio è l'ultimo di una serie di miracoli che culmina con la proclamazione di Pietro in Marco 8.29, che afferma Gesù come il Cristo.

### Proclamazione del Cristo

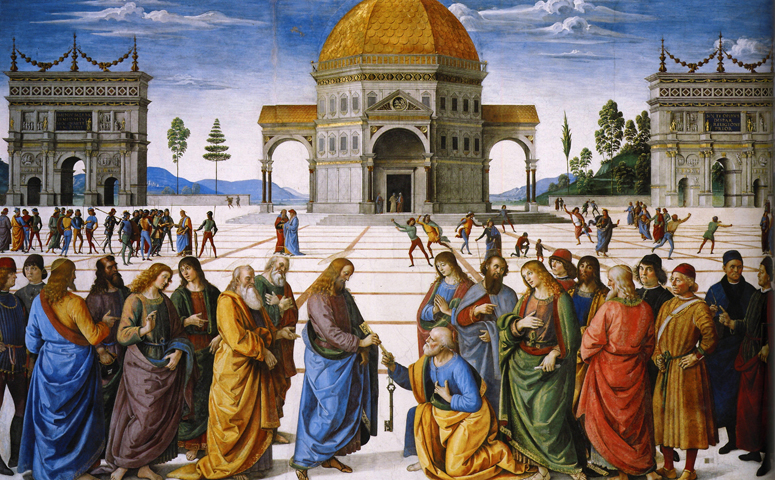
La Consegna delle Chiavi a San Pietro, di Pietro Perugino (1492)

La Confessio Petri (Confessione di Pietro), come viene indicata nella rispettiva sezione della Vulgata, si riferisce ad un episodio nel Nuovo Testamento dove, in risposta alla domanda di Gesù ai suoi discepoli: "Voi chi dite che io sia?" l'apostolo Pietro proclama Gesù il Cristo - l'atteso Messia. Questa dichiarazione viene descritta nei tre Vangeli Sinottici: Matteo 16.13-20, Marco 8.27–30 e Luca 9.18–20.
La Confessione di Pietro inizia come dialogo di Gesù coi suoi discepoli, dove Gesù chiede le loro opinioni su cosa la "gente" pensi di lui, e dice: "Chi dice la gente che io sia?" I discepoli forniscono una quantità di ipotesi comuni in quel tempo. Gesù quindi chiede ai discepoli le loro stesse opinioni: E voi chi dite che io sia? Solo Simon Pietro gli risponde: Tu sei il Cristo, il Figlio del Dio vivente.
In Matteo 16.17 Gesù benedice Pietro per la sua risposta e in seguito lo indica come la pietra della Chiesa, e afferma che egli darà a Pietro "le chiavi del regno dei cieli".
Nel benedire Pietro, Gesù non solo accetta i titoli di Cristo e Figlio di Dio che Pietro gli attribuisce, ma dichiara anche la proclamazione della rivelazione divina, affermando che suo Padre nei Cieli l'ha rivelata a Pietro. Con questa affermazione, approvando entrambi i titoli come rivelazione divina, Gesù si dichiara in modo inequivocabile di essere sia Cristo che il Figlio di Dio. L'annuncio di Gesù come Cristo è fondamentale per la Cristologia e la Confessione di Pietro e l'accettazione di Gesù del titolo ne è una dichiarazione definitiva nella narrazione del Nuovo Testamento.

### Trasfigurazione

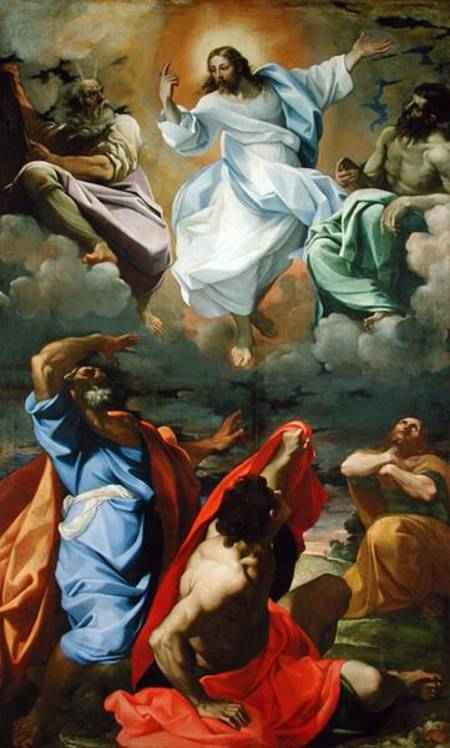
La Trasfigurazione nel dipinto di Lodovico Carracci (1594), che mostra Elia, Gesù e Mosè con tre apostoli.

La Trasfigurazione di Gesù è un episodio nella narrativa del Nuovo Testamento, dove Gesù si trasfigura (o si trasforma) su una montagna, cambiando aspetto e mostrandosi a tre discepoli con uno straordinario splendore della persona e una stupefacente bianchezza delle vesti. Il fatto viene descritto nei Vangeli Sinottici (17.1–9, Marco 9.2-8, Luca 9.28–36) e citato da 1.16–18.
In questi resoconti Gesù e tre dei suoi apostoli si recano su una montagna (il Monte della Trasfigurazione). Sulla montagna Gesù inizia a rifulgere con raggi splendenti di luce e i profeti Mosè ed Elia appaiono accanto a lui e gli parlano. Gesù viene poi chiamato "Figlio" da una voce dal Cielo, che si presume sia Dio Padre, come per il suo Battesimo.
La Trasfigurazione è uno dei miracoli di Gesù nei Vangeli. Questo miracolo è unico e particolare tra quelli che appaiono nei Vangeli canonici, in quanto accade a Gesù stesso, alla sua persona. Tommaso d'Aquino considerava la Trasfigurazione "il più grande miracolo", poiché esso complementava il battesimo e mostrava la perfezione di vita in Cielo. La Trasfigurazione è uno dei cinque punti principali nella narrazione evangelica della vita di Gesù – gli altri sono il Battesimo, la Crocifissione, la Risurrezione e l'Ascensione.
Nel Nuovo testamento, la Trasfigurazione è un momento fondamentale ed il posto sulla montagna viene presentato come il punto in cui la natura umana si incontra con Dio: il luogo di incontro tra il temporale e l'eterno, con Gesù stesso come fulcro di collegamento, che funge da ponte tra cielo e terra.

### Viaggio finale a Gerusalemme

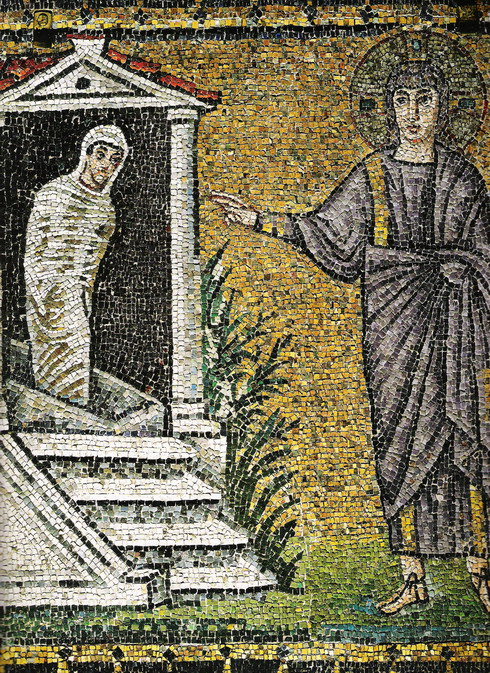
Mosaico del VI secolo che rappresenta la Risurrezione di Lazzaro, chiesa di Sant'Apollinare Nuovo, Ravenna

Dopo la morte di Giovanni Battista e la Trasfigurazione, Gesù inizia il suo viaggio finale a Gerusalemme, dopo aver predetto la sua morte in quella città. Il Vangelo di Giovanni afferma che, durante il viaggio finale, Gesù ritornò nella zona dove era stato battezzato, e Giovanni 10.40-42 narra che "al di là del Giordano, nel luogo dove prima Giovanni battezzava... molti credettero in lui", e aggiunge "tutto quello che Giovanni ha detto di costui era vero". Si reputa che la zona in cui è stato battezzato Gesù sia nelle vicinanze della Perea, date le attività del Battista a Bethabara e a Ænon, in Giovanni 1.28 e 3.23. Gli studiosi neotestamentari generalmente presumono che l'itinerario seguito da Gesù dalla Galilea a Gerusalemme sia passato attraverso la Perea.
Questo periodo del ministero include il Discorso sulla Chiesa, dove Gesù anticipa una futura comunità di seguaci e spiega il ruolo dei suoi apostoli nel guidarla. Include le parabole della Pecorella smarrita e del Servo senza pietà in Matteo 18, che si riferiscono anche al Regno dei Cieli. Il tema generale del discorso è l'anticipazione della succitata futura comunità di seguaci e il ruolo degli apostoli, dicendo loro: "Tutto quello che legherete sopra la terra sarà legato anche in cielo e tutto quello che scioglierete sopra la terra sarà sciolto anche in cielo" (Matteo 18.18). Il discorso sottolinea l'importanza dell'umiltà e dell'abnegazione, come superiori virtù all'interno della futura comunità, insegnando che nel Regno di Dio, è l'umiltà simile a quella dei fanciulli che conta, e non il prestigio sociale e l'influenza.
Al termine di questo periodo, il vangelo di Giovanni include l'episodio della risurrezione di Lazzaro in Giovanni 11.1-46 dove Gesù resuscita Lazzaro di Betania quattro giorni dopo la sua sepoltura. Nel Vangelo di Giovanni la risurrezione di Lazzaro è l'apice dei "sette segni" che gradualmente confermano l'identità di Gesù quale Figlio di Dio e atteso Messia. È inoltre un episodio centrale che inizia la concatenazione di eventi che portano all'ingresso trionfale di Gesù in Gerusalemme con le folle acclamanti - e conseguentemente, alla decisione di Caifa e Sinedrio di uccidere Gesù.

### Ultima settimana a Gerusalemme

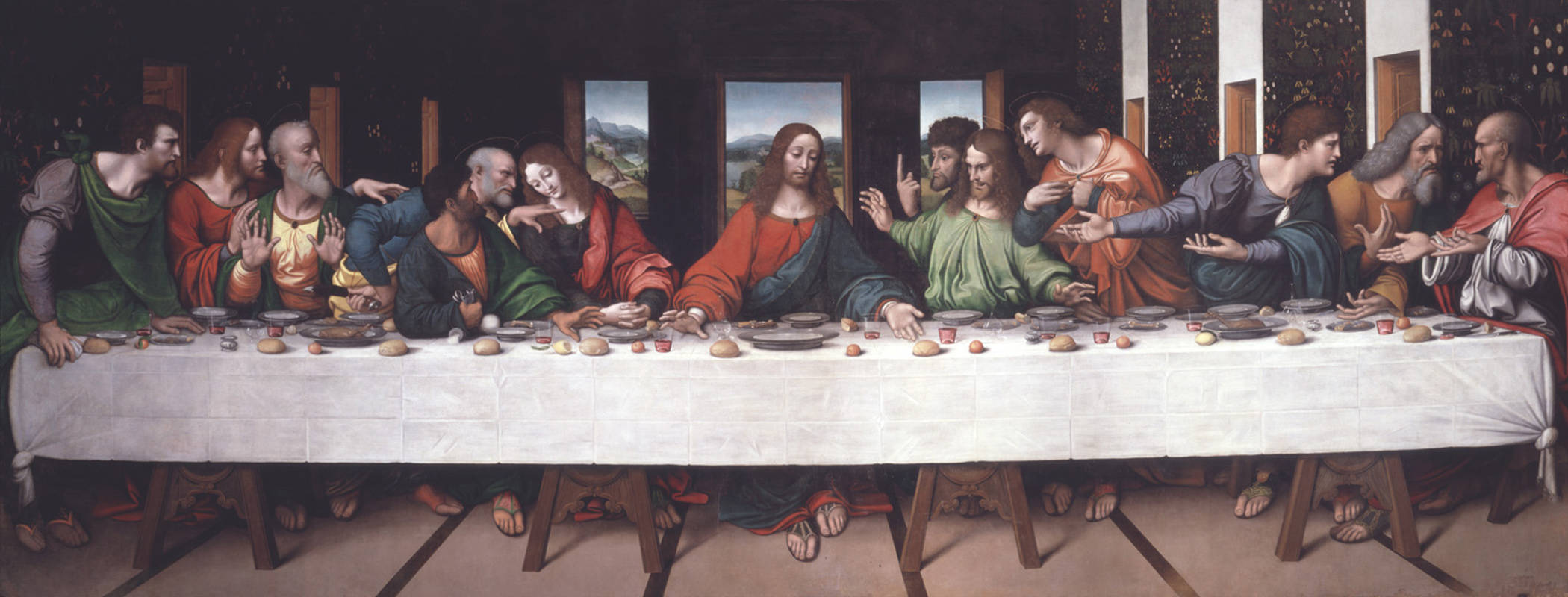
L'Ultima Cena è stata dipinta da molti importanti maestri - questa è del Giampietrino, alla maniera di Leonardo da Vinci (1520 circa)

La descrizione dell'ultima settimana nella vita di Gesù (spesso chiamata la "Settimana Santa") occupa circa un terzo della narrativa dei Vangeli Canonici. Il resoconto di quella settimana inizia con la descrizione dell'ingresso trionfale di Gesù a Gerusalemme e termina con la crocifissione.
L'ultima settimana a Gerusalemme è la conclusione del viaggio che Gesù aveva iniziato in Galilea attraverso la Perea e la Giudea. Poco prima della descrizione dell'arrivo a Gerusalemme, il Vangelo di Giovanni include l'episodio della resurrezione di Lazzaro, che crea la tensione tra Gesù e le autorità. All'inizio della settimana, mentre Gesù entra a Gerusalemme, la folla lo acclama, aumentando quindi tale tensione.
La settimana inizia con l'ingresso trionfale a Gerusalemme. Durante la settimana del suo "ministero finale di Gerusalemme", Gesù visita il Tempio e ha un conflitto con i cambiavalute sul loro uso del Tempio per scopi commerciali. Fa seguito un dibattito con i sacerdoti e gli anziani in cui la sua autorità viene messa in discussione. I sacerdoti, gli scribi e gli anziani si riuniscono per organizzare una congiura contro Gesù e farlo morire. Uno dei suoi discepoli, Giuda Iscariota, decide di tradire Gesù per trenta monete d'argento.
Verso la fine della settimana Gesù partecipa all'Ultima Cena coi suoi discepoli, durante la quale istituisce l'Eucaristia, predice il suo tradimento e li prepara alla sua dipartita col "Discorso di commiato" (Giovanni 14-17). Dopo la cena, Gesù viene tradito da Giuda con un bacio mentre è in agonia nel giardino dei Getsemani, e viene arrestato. Dopo il suo arresto, Gesù è abbandonato dalla maggioranza dei discepoli e Pietro lo rinnega tre volte, come Gesù gli aveva predetto durante l'Ultima Cena.
La settimana finale che inizia con il suo ingresso trionfale a Gerusalemme, si conclude quindi con la sua crocifissione e sepoltura quel venerdì.

## Passione

### Tradimento e arresto

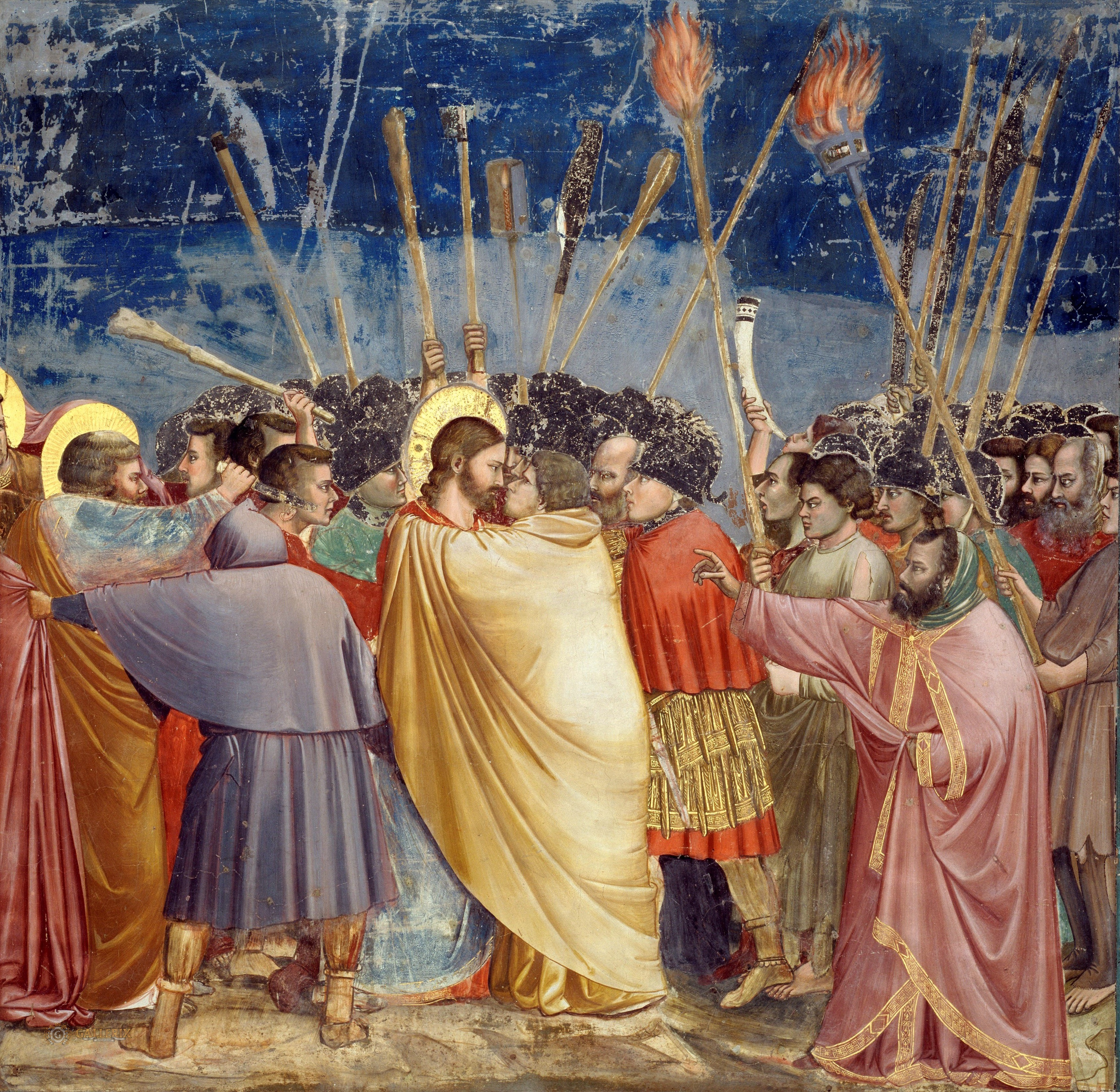
Il Bacio di Giuda (1304–06), affresco di Giotto, Cappella degli Scrovegni, Padova

In Matteo 26.36-46, Marco 14.32-42, Luca 22.39-46 e Giovanni 18.1, subito dopo l'Ultima Cena, Gesù si allontana a pregare: Matteo e Marco identificano tale luogo di preghiera con il Giardino dei Getsemani.
Gesù è accompagnato da Pietro, Giovanni e Giacomo il Maggiore, ai quali chiede: "Restate qui e vegliate con me". Poi si sposta un po' e, sentendosi angosciato e molto triste, prega dicendo: "Abba, Padre mio, se è possibile, passi da me questo calice! Però non come voglio io, ma come vuoi tu!" Solo il Vangelo di Luca racconta l'angoscia di Gesù citando i particolari del suo sudore che "diventò come gocce di sangue che cadevano a terra" e l'apparizione di "un angelo dal cielo [sceso] a confortarlo" dopo aver accettato la volontà del Padre. Ritornando dai discepoli dopo la preghiera, li trova addormentati e in Matteo 26:40 dice a Pietro: "Così non siete stati capaci di vegliare un'ora sola con me?"
Mentre nel Giardino, sopraggiunge Giuda, accompagnato da una folla che include i sacerdoti, gli anziani e della gente armata. Giuda dà un bacio a Gesù per farlo identificare alla folla che quindi arresta Gesù. Uno dei suoi discepoli cerca di fermarli e usa una spada tagliando un orecchio ad uno degli uomini della folla. Luca afferma che Gesù guarisce miracolosamente la ferita, mentre Giovanni e Matteo narrano che Gesù criticò tale atto di violenza, insistendo che i suoi discepoli non dovevano opporre resistenza al suo arresto. In Matteo 26.52 Gesù pronuncia una famosa frase: "Tutti quelli che mettono mano alla spada periranno di spada".

### Processo

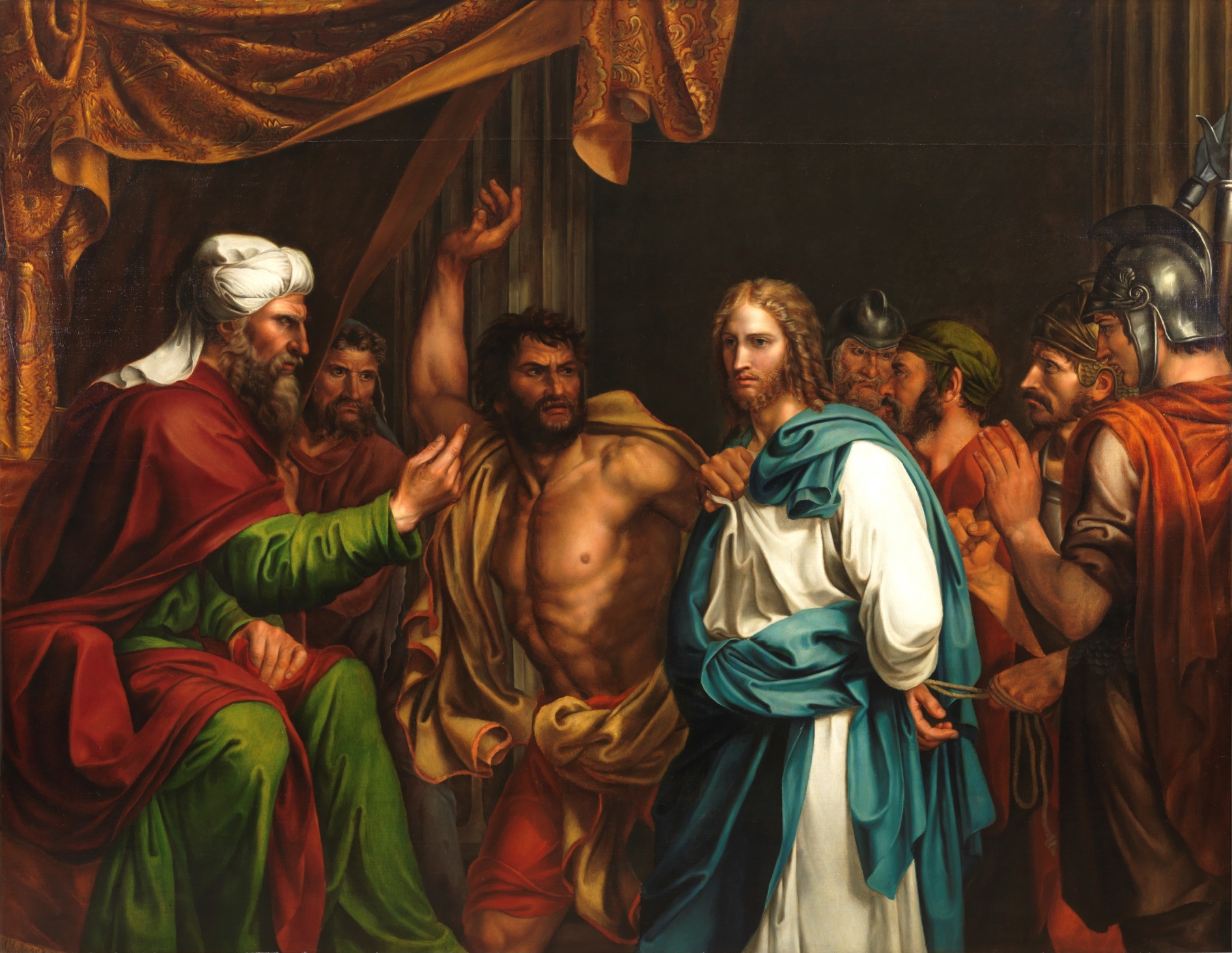
Gesù sta per essere percosso davanti al Sommo Sacerdote Anna in ' – dipinto di José de Madrazo, 1803

Nella narrativa dei quattro vangeli canonici, dopo il tradimento e l'arresto, Gesù viene portato davanti al Sinedrio, organo giudiziario ebraico. Gesù è processato dal Sinedrio, insultato e percosso, infine condannato per aver affermato di essere Figlio di Dio. Viene poi condotto da Ponzio Pilato e gli anziani ebrei chiedono al prefetto romano di giudicare e condannare Gesù secondo la legge romana — accusandolo di dichiararsi Re degli Ebrei. Dopo un interrogatorio, dove Gesù fornisce poche risposte, Pilato dichiara pubblicamente di trovare Gesù innocente, ma la folla insiste che sia punito. Pilato lo fa sottoporre alla flagellazione e lo mostra alla folla, che insiste per la condanna a morte; ordina allora la crocifissione di Gesù. Sebbene i resoconti evangelici varino nei dettagli, tuttavia sono d'accordo sul carattere generale e struttura complessiva dei processi a Gesù.
Solo nel Vangelo di Luca, riscontrando che Gesù è della Galilea e quindi sotto la giurisdizione di Erode Antipa, Pilato decide di mandarlo da Erode. Erode Antipa (lo stesso che aveva ordinato l'esecuzione di Giovanni Battista) da tempo voleva incontrare Gesù, perché desiderava osservare uno dei suoi miracoli. Tuttavia Gesù dice poco o nulla in risposta alle domande di Erode o alle accuse veementi dei sacerdoti e degli scribi. Erode ed i suoi soldati prendono in giro Gesù, gli fanno indossare un vistoso mantello come Re degli Ebrei, e lo mandano indietro a Pilato. Così, in quel giorno, Erode e Pilato diventano amici, dato che in precedenza erano reciprocamente ostili. È chiaro quindi che, dopo aver interrogato Gesù e ricevuto pochissime risposte, Erode non lo considera una minaccia al suo potere e lo rimanda da Pilato.
Dopo che Gesù è riportato dalla corte di Erode al praetorium di Pilato, questi lo dichiara pubblicamente innocente delle accuse, ma la folla insiste sulla pena capitale. La regola universale della condanna a morte nell'Impero Romano la limitava soltanto al tribunale del governatore romano. e Pilato decide di lavarsene le mani pubblicamente, non volendo compartecipare alla responsabilità della morte di Gesù. Pilato si presenta, dunque, come avvocato difensore di Gesù, piuttosto che come giudice di un'udienza ufficiale, ma ciò nonostante ordina la sua crocifissione.

### Crocifissione e sepoltura

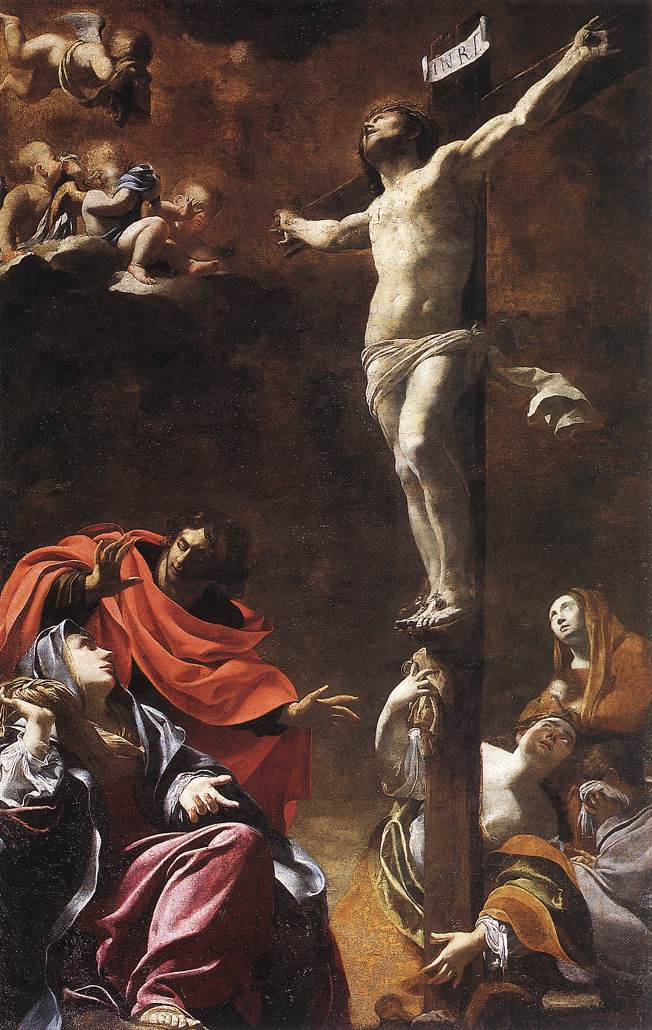
La Crocifissione (1622) di Simon Vouet – Chiesa del Gesù, Genova

La crocifissione di Gesù è descritta in tutti e quattro i vangeli canonici, e viene anche attestata da altre fonti dell'epoca (per es. Flavio Giuseppe e Tacito) e considerata un evento storico.
Dopo i processi, Gesù viene fatto salire al Calvario (percorso tradizionalmente chiamato via Dolorosa) e i tre vangeli sinottici indicano che fu assistito da Simone di Cirene, costretto a farlo dai soldati romani. In Luca 23.27-28 Gesù dice alle donne tra la moltitudine di gente che lo seguiva, di non piangere per lui ma per sé stesse e i propri figli. Arrivato al Calvario (Golgota), a Gesù viene offerto da bere del vino mischiato a fiele — solitamente offerto come forma di antidolorifico. I vangeli di Matteo e Marco riportano che Gesù rifiutò.
I soldati poi crocifiggono Gesù e, "divise le sue vesti, le tirarono a sorte". Sopra la sua testa sulla croce viene posta la scritta "Re dei Giudei" e i soldati e passanti lo prendono in giro per tale titolo. Gesù è crocifisso tra due ladroni, uno dei quali rimprovera Gesù, mentre l'altro lo difende. Ciascun vangelo fornisce il proprio resoconto delle ultime parole di Gesù, che includono sette ultimi detti mentre in croce. In Giovanni 19.26-27 Gesù affida sua madre al discepolo che amava e in Luca 23.34 esclama: "Padre, perdonali, perché non sanno quello che fanno", usualmente interpretato come perdono dei soldati romani e degli altri coinvolti.
Nei tre vangeli sinottici, vari eventi soprannaturali accompagnano la crocifissione di Cristo, tra cui l'oscuramento del cielo con eclisse, un terremoto, e (in Matteo) la risurrezione dei santi. Lo squarcio del velo del Tempio, nel momento della morte di Gesù, viene citato dai sinottici. I soldati romani non spezzarono le gambe a Gesù, come invece fecero agli altri due crocefissi (spezzare le gambe accelerava la morte per crocifissione), poiché Gesù era già morto; ciò adempie ulteriormente la profezia, come citata da Giovanni 19.36: "Questo infatti avvenne perché si adempisse la Scrittura: Non gli sarà spezzato alcun osso." Uno dei soldati però colpisce il fianco di Gesù con la lancia, facendone uscire sangue e acqua. In Marco 15.39, il centurione romano, impressionato dagli eventi, chiama Gesù Figlio di Dio.
Dopo la morte di Gesù nel venerdì, Giuseppe di Arimatea chiede il permesso a Pilato di rimuovere la salma, che viene quindi tirata giù dalla croce, avvolta in un lenzuolo pulito e sepolta in una tomba scavata nella roccia, con l'aiuto di Nicodemo. In Matteo 27.62-66 gli ebrei vanno da Pilato il giorno dopo la crocifissione e chiedono delle guardie presso la tomba, sigillandola inoltre con un masso, per essere sicuri che il corpo rimanga sul posto.

## Risurrezione e Ascensione

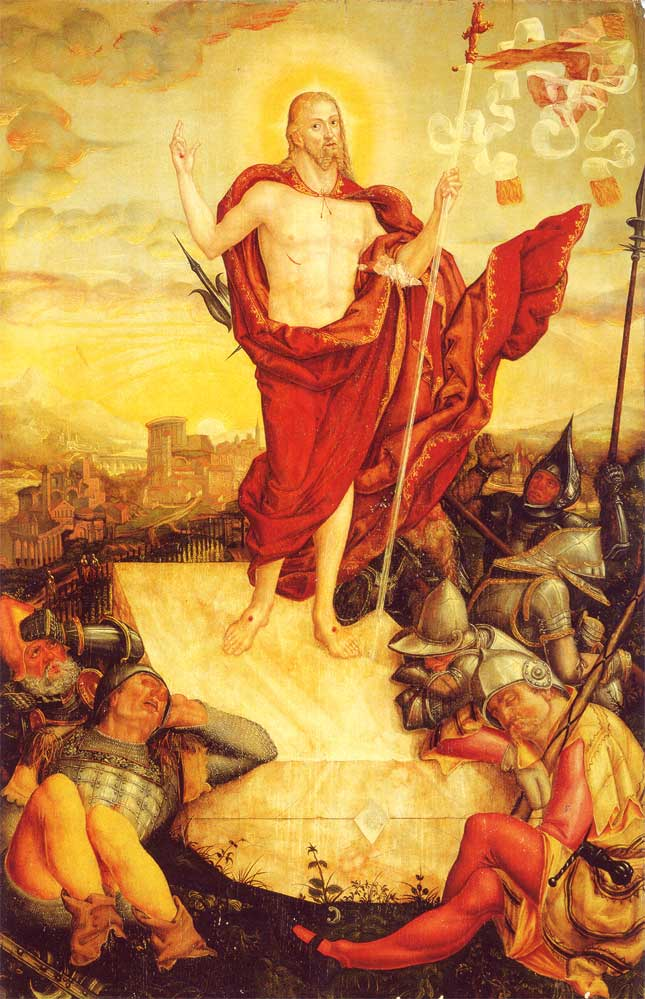
Risurrezione di Lucas Cranach (1558)

### Risurrezione
I vangeli affermano che il primo giorno della settimana dopo la crocifissione (tipicamente interpretato come la domenica), i seguaci di Gesù lo incontrarono risorto dai morti, dopo che la sua tomba fu trovata vuota. Il Nuovo Testamento non include un resoconto del "momento della risurrezione" e le icone della Chiesa orientale non illustrano quel momento, ma mostrano le "portatrici di mirra" e scene di salvezza.
Il Cristo risorto appare quindi ai suoi seguaci in quel giorno e varie volte successivamente, pronuncia dei sermoni e cena con alcuni di loro, prima di "salire al Cielo". I vangeli di Luca e Marco includono brevi menzioni dell'Ascensione, ma i riferimenti principali si trovano altrove nel Nuovo Testamento.
I quattro vangeli presentano varianti nelle rispettive narrazioni della risurrezione di Gesù e delle sue apparizioni, ma ci sono quattro punti che sono condivisi da tutti:: lo spostamento del masso che chiudeva la tomba, la visita delle donne durante "il primo giorno della settimana"; che il Cristo risorto scelse di apparire per primo alle donne (o ad una donna) e disse loro di informare gli altri discepoli; la prominenza di Maria Maddalena nelle narrazioni. Le varianti trattano del tempo preciso in cui le donne visitarono la tomba, il numero e l'identità delle donne; lo scopo della loro visita; le apparizioni dei messaggeri angelici o umani; il loro messaggio alle donne; e la risposta/reazione delle donne.
In Matteo 28.5, Marco 16.5, Luca 24.4 e Giovanni 20.12 la sua risurrezione è annunciata e spiegata ai seguaci, che arrivano sul posto la mattina presto, da uno o due esseri (umani o angelici) vestiti di mantelli raggianti e che appaiono dentro o vicino al sepolcro. I resoconti dei vangeli variano circa chi arrivò prima presso la tomba, ma sono comunque donne e vengono istruite dal Cristo risorto di avvertire gli altri discepoli. Tutte e quattro le narrative includono Maria Maddalena e tre includono Maria di Giacomo (chiamata da Matteo "l'altra Maria"). I passi di Marco 16.9 e Giovanni 20.15 indicano che Gesù apparve prima alla Maddalena, e Luca 16.9 afferma che ella fu tra le "portatrici di mirra" che avvisarono i discepoli sulla risurrezione. In Matteo 28.11-15, per spiegare la tomba vuota, gli anziani ebrei corrompono i soldati che avevano custodito la tomba dicendo loro di diffondere la voce che i discepoli di Gesù hanno preso il suo corpo.

### Apparizioni della Risurrezione

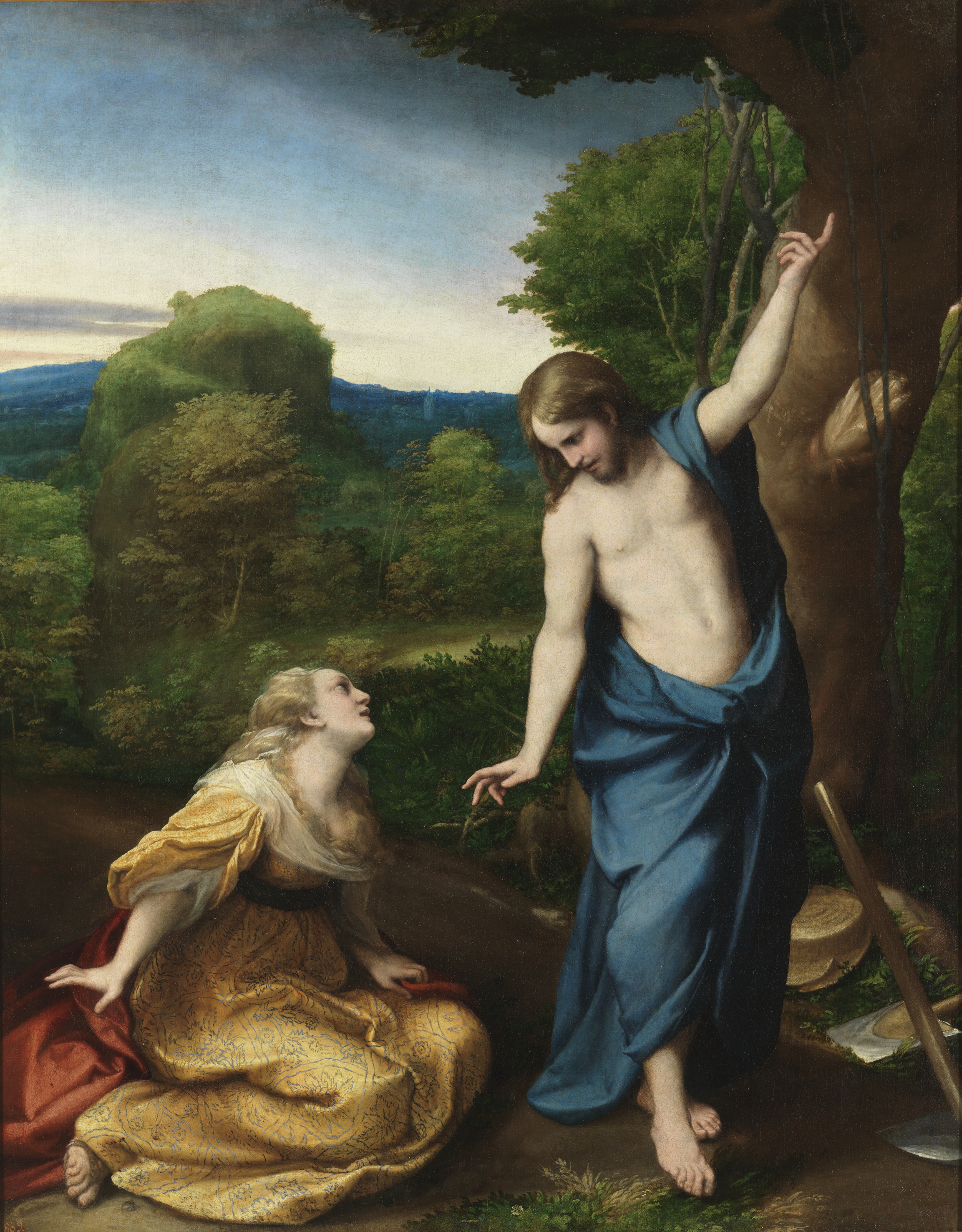
Noli me tangere di Antonio da Correggio (1534 circa)

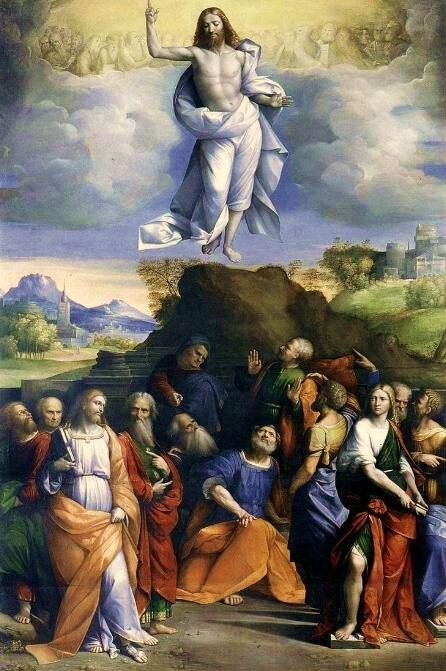
Ascensione di Cristo del Garofalo (1520)

Dopo la scoperta della tomba vuota, i vangeli riportano che Gesù fece una serie di apparizioni ai discepoli.
In Giovanni 20.15-17 Gesù appare a Maria Maddalena subito dopo la sua risurrezione. Inizialmente ella non lo riconosce e pensa sia un giardiniere. Quando Gesù pronuncia il suo nome, Maria lo riconosce ma egli le dice Noli me tangere, cioè "non toccarmi, perché non sono ancora salito al Padre".
Più tardi in quel giorno, di sera, Gesù appare ai discepoli e mostra loro le proprie ferite sulle mani e costato in Giovanni 20.19-21. Tommaso apostolo non è presente a quell'incontro e successivamente esprime dubbi sulla risurrezione. Nel mentre, durante il noto episodio dell'"incredulità di Tommaso" in Giovanni 20.24-29 Gesù gli appare e lo invita a mettere un dito nelle lacerazioni fatte dalle ferite nelle mani e nel costato. Tommaso allora professa la sua fede in Gesù, che replica: "Perché mi hai veduto, hai creduto: beati quelli che pur non avendo visto crederanno!"
In Matteo 28.16–20, nell'episodio della "Grande Commissione" Gesù appare ai seguaci su una montagna in Galilea e li esorta ad andare tra le nazioni e battezzarle nel nome del "Padre, Figlio e Spirito Santo".
Luca 24.13-32 descrive l'apparizione sulla strada di Emmaus dove un discepolo chiamato Cleopa (greco: Κλεόπας) mentre stava camminando verso Emmaus con un altro discepolo, incontra Gesù e successivamente cenano insieme. Marco 16.12-13 presenta un resoconto simile, che descrive l'apparizione di Gesù a due discepoli mentre stanno camminando in campagna, circa nello stesso periodo della narrativa evangelica.
Nella seconda "pesca miracolosa" Gesù appare ai suoi discepoli nei pressi del Mare di Galilea e poco dopo incoraggia l'apostolo Pietro a guidare i suoi seguaci.

### Ascensione
L‘Ascensione di Gesù (titolo preso della versione latina Vulgata di Atti 1.9-11: Ascensio Iesu) rappresenta l'insegnamento cristiano che si trova nel Nuovo Testamento che afferma che Gesù risorto salì al Cielo col suo corpo, in presenza di undici degli apostoli, quaranta giorni dopo la risurrezione stessa. Nella narrativa neotestamentaria, un angelo annuncia agli astanti discepoli che la seconda venuta di Gesù avverrà nella stessa maniera della sua ascensione.
I Vangeli Canonici includono due brevi descrizioni dell'Ascensione di Gesù in Luca 24.50-53 e Marco 16.19. Una descrizione più particolareggiata dell'ascensione corporea di Gesù tra le nuvole viene poi data dagli Atti degli Apostoli (1.9-11) dove la rispettiva narrativa inizia con un resoconto delle apparizioni di Gesù dopo la resurrezione e si conclude con la sua ascensione 40 giorni dopo.
Atti 1.9-12 specifica il luogo dell'Ascensione chiamandolo "monte detto degli Ulivi" vicino a Gerusalemme. Atti 1:3 afferma che Gesù:"si mostrò ad essi vivo, dopo la sua passione, con molte prove, apparendo loro per quaranta giorni e parlando del regno di Dio". Dopo aver dato agli apostoli una serie di istruzioni, Atti 1:9 descrive l'Ascensione come segue:"Detto questo, fu elevato in alto sotto i loro occhi e una nube lo sottrasse al loro sguardo." Subito dopo due uomini vestiti di bianco appaiono e avvisano gli apostoli che Gesù sarebbe ritornato nello stesso modo in cui era asceso, proclamando: ""Uomini di Galilea, perché state a guardare il cielo? Questo Gesù, che è stato di tra voi assunto fino al cielo, tornerà un giorno allo stesso modo in cui l'avete visto andare in cielo".
In Atti 2:30-33, Efesini 4.8-10 e 1 Timoteo 3.16 (dove Gesù è "assunto nella gloria") l'Ascensione viene citata come un dato di fatto, mentre Ebrei 10:12 descrive Gesù seduto in Cielo "alla destra di Dio".

### Riferimenti
1. ↑   Giovanni 14,6, su La Parola - La Sacra Bibbia in italiano in Internet.
2. ↑  Christopher Kleinhenz, Medieval Italy: An Encyclopedia, Routledge, 2003, p. 310. ISBN 0-415-93930-5
3. 1 2  Craig L. Blomberg, Jesus and the Gospels: An Introduction and Survey, 2009, pp.441-442. ISBN 0-8054-4482-3
4. 1 2 3  Erwin Fahlbusch, The Encyclopedia of Christianity, Vol. 4, 2005, pp. 52-56. ISBN 978-0-8028-2416-5
5. ↑  Evans, 2003, pp. 465-477.
6. ↑   Atti 1.1-11, su La Parola - La Sacra Bibbia in italiano in Internet.
7. 1 2 3 4 5 6 7 8  Evans, 2003, pp. 521-530.
8. 1 2 3 4 5 6 7 8  The Bible Knowledge Commentary: New Testament curato da John F. Walvoord & Roy B. Zuck, 1983, p. 91. ISBN 978-0-88207-812-0
9. ↑  Watson E. Mills, Roger Aubrey Bullard, Mercer Dictionary of the Bible, 1998, p. 556. ISBN 0-86554-373-9
10. ↑  Clive Marsh, Steve Moyise, Jesus and the Gospels, 2006, p. 37. ISBN 0-567-04073-9
11. ↑  Douglas RedfordThe Life and Ministry of Jesus: The Gospels, 2007, pp. 117-130. ISBN 0-7847-1900-4
12. 1 2 3 4  Alister McGrath, Christianity: an introduction, 2006, pp. 16-22. ISBN 978-1-4051-0901-7
13. ↑   Matteo 16.13-20, su La Parola - La Sacra Bibbia in italiano in Internet.
14. ↑   Marco 8.27–30, su La Parola - La Sacra Bibbia in italiano in Internet.
15. ↑   Luca 9.18–20, su La Parola - La Sacra Bibbia in italiano in Internet.
16. 1 2 3 4  Jack Dean Kingsbury, The Christology of Mark's Gospel, 1983, pp. 91-95. ISBN 0-8006-2337-1
17. 1 2 3 4  Stephen C. Barton, The Cambridge companion to the Gospels, pp. 132-133. ISBN 0-521-00261-3
18. 1 2  Michael Keene, St Mark's Gospel and the Christian faith, 2002, pp. 24-25. ISBN 0-7487-6775-4
19. ↑  M. Eugene Boring, Fred B. Craddock, The people's New Testament commentary, 2004, pp. 256-258. ISBN 0-664-22754-6
20. ↑  Evans, 2003, pp. 381-395.
21. 1 2  Herbert Lockyer, All the Apostles of the Bible, 1988, pp. 106-111. ISBN 0-310-28011-7
22. ↑  The Bible Knowledge Commentary: New Testament cur. da John F. Walvoord, Roy B. Zuck, 1983, p. 91. ISBN 978-0-88207-812-0
23. ↑   Luca 3.23-38, su La Parola - La Sacra Bibbia in italiano in Internet.
24. ↑   Matteo 1.1-17, su La Parola - La Sacra Bibbia in italiano in Internet.
25. ↑  Ralph P. Martin, Brian J. Dodd, Where Christology began: essays on Philippians 2, 1998, p. 28. ISBN 0-664-25619-8
26. ↑  Marshall D. Johnson, The purpose of the Biblical genealogies, 1989, pp. 229-233. ISBN 0-521-35644-X
27. ↑  Joseph A. Fitzmyer, The Gospel According to Luke I–IX, Anchor Bible, Doubleday, 1981, pp. 499–500.
28. ↑  I. Howard Marshall, The Gospel of Luke (The New International Greek Testament Commentary), Eerdmans, 1978, p. 158.
29. ↑  William Barclay, The Gospel of Luke, 2001, pp. 49-50. ISBN 0-664-22487-3
30. ↑  Leon Morris, Luke: an introduction and commentary, 1988, p. 110. ISBN 0-8028-0419-5
31. ↑  Cox (2007) pp. 285-286
32. ↑  "Biblical literature" su Encyclopædia Britannica Online, 2011 .URL consultato 14/01/2013
33. ↑  Daniel J. Harrington, The Gospel of Matthew, 1991, p. 47. ISBN 0-8146-5803-2
34. ↑  Géza Vermes, The Nativity: History and Legend, 2006, Penguin Books, p. 64. ISBN 0-14-102446-1
35. ↑  E. P. Sanders, The historical figure of Jesus, Penguin, 1993, pp. 85–88.
36. ↑  Jeremy Corley, New Perspectives on the Nativity, Continuum International Publishing Group, 2009, p. 22.
37. ↑  Timothy Wiarda, Interpreting Gospel Narratives: Scenes, People, and Theology, 2010, pp. 75-78. ISBN 0-8054-4843-8
38. ↑  Brennan R. Hill, Jesus, the Christ: Contemporary Perspectives, 2004, p. 89. ISBN 1-58595-303-2
39. ↑  Timothy Johnson, The Gospel of Luke, 1992, p. 72. ISBN 0-8146-5805-9
40. ↑  Thomas R. Yoder Neufeld, Recovering Jesus: the witness of the New Testament, 2007, p. 111. ISBN 1-58743-202-1
41. ↑  Mark D. Robert, Can We Trust the Gospels?: Investigating the Reliability of Matthew, Mark, Luke and John, Good News Publishers, 2007, p. 102.
42. ↑  James Bejon, Matthew & Luke's Birth Narratives: Sins of Omission?
43. 1 2  Charles Francis Digby Moule, Essays in New Testament interpretation, 1982, p. 63. ISBN 0-521-23783-1
44. 1 2  Vigen Guroian, The Melody of Faith: Theology in an Orthodox Key, 2010, p. 28. ISBN 0-8028-6496-1
45. ↑  John Breck, Scripture in tradition, 2001, p. 12. ISBN 0-88141-226-0
46. ↑   Luca 3.23, su La Parola - La Sacra Bibbia in italiano in Internet.
47. 1 2  Andreas J. Köstenberger, L. Scott Kellum, The Cradle, the Cross, and the Crown: An Introduction to the New Testament, 2009, p. 114. ISBN 978-0-8054-4365-3
48. 1 2  Paul L. Maier, "The Date of the Nativity and Chronology of Jesus" in Chronos, kairos, Christos: nativity and chronological studies di Jerry Vardaman & Edwin M. Yamauchi, 1989, pp. 113-129. ISBN 0-931464-50-1
49. ↑  Paul Barnett, Jesus & the Rise of Early Christianity: A History of New Testament Times, 2002, pp. 19-21. ISBN 0-8308-2699-8
50. ↑  E. P. Sanders, op. cit., 1993, pp. 11, 249.
51. ↑  Vangelo secondo Matteo, commentario di Leon Morris, p. 71. ISBN 0-85111-338-9
52. ↑  Douglas Redford, The Life and Ministry of Jesus: The Gospels, pp. 117-130, 2007. ISBN 0-7847-1900-4
53. ↑   Matteo 8, su La Parola - La Sacra Bibbia in italiano in Internet.
54. 1 2  George Eldon Ladd, A theology of the New Testament, p. 324, 1993. ISBN page 324
55. 1 2  Douglas Redford, The Life and Ministry of Jesus: The Gospels pp. 143-160, 2007. ISBN 0-7847-1900-4
56. ↑  Steven L. Cox, Kendell H Easley, Harmony of the Gospels, pp. 97-110, 2007. ISBN 0-8054-9444-8
57. ↑  Douglas Redford, The Life and Ministry of Jesus: The Gospels, pp. 165-180, 2007. ISBN 0-7847-1900-4
58. ↑  Steven L. Cox, Kendell H Easley, Harmony of the Gospels, pages 121-135, 2007. ISBN 0-8054-9444-8
59. ↑  Douglas Redford, The Life and Ministry of Jesus: The Gospels, pp. 189-207, 2007. ISBN 0-7847-1900-4
60. 1 2 3  Steven L. Cox, Kendell H Easley, Harmony of the Gospels, p. 137, 2007. ISBN 0-8054-9444-8
61. 1 2 3  Douglas Redford, The Life and Ministry of Jesus: The Gospels pp. 211-229, 2007. ISBN 0-7847-1900-4
62. 1 2 3 4  Watson E. Mills, Roger Aubrey Bullard, Mercer dictionary of the Bible, p. 929, 1998. ISBN 0-86554-373-9
63. 1 2 3 4 5  Steven L. Cox, Kendell H Easley, Harmony of the Gospels, pp. 155-170, 2007. ISBN 0-8054-9444-8
64. 1 2 3  David L. Turner, Matthew, p. 613, 2008. ISBN 0-8010-2684-9
65. ↑  Douglas Redford, The Life and Ministry of Jesus: The Gospels, 2007, pp. 117-130. ISBN 0-7847-1900-4
66. ↑  Leon Morris, The Gospel according to Matthew, p. 71. ISBN 0-85111-338-9
67. ↑  John Chijioke Iwe, Jesus in the Synagogue of Capernaum: The Pericope and its Programmatic Character for the Gospel of Mark, 1991, p. 7. ISBN 978-88-7652-846-0
68. ↑  Carl G. Vaught, The Sermon on the mount: a theological investigation, 2001, pp. XI-XIV. ISBN 978-0-918954-76-3
69. ↑  Ján Majerník, Joseph Ponessa, Laurie Watson Manhardt, The Synoptics: Matthew, Mark, Luke, 2005, pp. 63-68. ISBN 1-931018-31-6
70. ↑  Steven L. Cox, Kendell H Easley, Harmony of the Gospels, 2007, pp. 97-110. ISBN 0-8054-9444-8
71. ↑  Douglas Redford, The Life and Ministry of Jesus: The Gospels, 2007, pp. 165-180. ISBN 0-7847-1900-4
72. ↑   Matteo 17, su La Parola - La Sacra Bibbia in italiano in Internet.
73. ↑   Marco 9, su La Parola - La Sacra Bibbia in italiano in Internet.
74. ↑  Steven L. Cox, Kendell H Easley, Harmony of the Gospels, 2007, pp. 121-135. ISBN 0-8054-9444-8
75. ↑  Douglas Redford, The Life and Ministry of Jesus: The Gospels, 2007, pp. 189-207. ISBN 0-7847-1900-4
76. ↑   Matteo 21, su La Parola - La Sacra Bibbia in italiano in Internet.
77. ↑   Marco 11, su La Parola - La Sacra Bibbia in italiano in Internet.
78. ↑  Leslie Ross, Medieval art: a topical dictionary, 1996, p. 30. ISBN 978-0-313-29329-0
79. ↑   Giovanni 1.29-33, su La Parola - La Sacra Bibbia in italiano in Internet.
80. ↑  Thomas Zanzig, Jesus of history, Christ of faith, 2000, p. 118. ISBN 0-88489-530-0
81. ↑  Raymond Edward Brown, The Gospel and Epistles of John: A Concise Commentary, 1988, pp. 25-27. ISBN 978-0-8146-1283-5
82. ↑   Luca 3.3, su La Parola - La Sacra Bibbia in italiano in Internet.
83. ↑   Luca 3.16, su La Parola - La Sacra Bibbia in italiano in Internet.
84. 1 2 3  Daniel Harrington, SJ, "Jesus Goes Public", su America, genn. 7-14, 2008, pp. 38ff.
85. ↑   Matteo 3.13-17, su laparola.net.
86. ↑   2Cor 5.211, su laparola.net.;  Ebrei 4.15, su laparola.net.;  1Pietro 3.18, su laparola.net.
87. ↑  Papa Benedetto XVI, Jesus of Nazareth, Doubleday Religion, 2007. ISBN 978-0-385-52341-7
88. ↑   Matteo 3.17, su laparola.net.  Marco 1.11, su laparola.net.  Luca 3.21-22, su laparola.net.
89. ↑  Daniel J. Harrington, The Gospel of Matthew, 1991, p. 63. ISBN 0-8146-5803-2
90. ↑  Glenn Jonas, Kathryn Muller Lopez, Christianity: A Biblical, Historical, and Theological Guide, 2010, pp. 95-96. ISBN
91. ↑  Bruce Chilton, Craig A. Evans, Studying the historical Jesus: evaluations of the state of current research, 1998, pp. 187-198. ISBN 90-04-11142-5
92. ↑  Mark Allan Powell, Jesus as a figure in history: how modern historians view the man from Galilee, 1998, p. 47. ISBN 0-664-25703-8
93. 1 2  James D. G. Dunn, Jesus Remembered, 2003, p. 339. ISBN 0-8028-3931-2
94. ↑   Matteo 4.1-11, su laparola.net.
95. ↑   Marco 1.12-13, su laparola.net.
96. ↑   Luca 4.1-13, su laparola.net.
97. ↑  Leon Morris, The Gospel according to Matthew, 1992, p. 83. ISBN 0-85111-338-9
98. ↑  Fred B. Craddock, Luke, 1991. p. 69. ISBN 0-8042-3123-0
99. ↑   Matteo 4.18-22, su La Parola - La Sacra Bibbia in italiano in Internet.
100. ↑   Marco 1.16-20, su La Parola - La Sacra Bibbia in italiano in Internet.
101. ↑   Luca 5.1-11, su La Parola - La Sacra Bibbia in italiano in Internet.
102. ↑   Giovanni 1.35-51, su La Parola - La Sacra Bibbia in italiano in Internet.
103. ↑  Eugene LaVerdiere, The beginning of the Gospel: introducing the Gospel according to Mark, 1999, p. 49. ISBN 0-8146-2478-2
104. ↑   Luca 5:1-11, su La Parola - La Sacra Bibbia in italiano in Internet.
105. ↑  John Clowes, The Miracles of Jesus Christ, publ. da J. Gleave, Manchester, 1817, p. 214, disponibile su Google books
106. ↑  Timothy Johnson, Daniel J. Harrington, The Gospel of Luke, 1992, p. 89. ISBN 0-8146-5805-9
107. ↑  Joel B. Green, The Gospel of Luke, 1997, p. 230. ISBN 0-8028-2315-7
108. ↑   Giovanni 1.35-51, su La Parola - La Sacra Bibbia in italiano in Internet.
109. ↑   Giovanni 4.4-26, su La Parola - La Sacra Bibbia in italiano in Internet.
110. ↑  Gail R. O'Day, Susan Hylen, John, 2006, p. 31. ISBN 0-664-25260-5
111. ↑  H. Van der Loos, The Miracles of Jesus, 1965, E.J. Brill Press, p. 599.
112. ↑  Dmitri Royster, The miracles of Christ, 1999, p. 71. ISBN 0-88141-193-0
113. ↑   Matteo 8.5-13, su La Parola - La Sacra Bibbia in italiano in Internet.
114. ↑   Matteo 8.23-27, su La Parola - La Sacra Bibbia in italiano in Internet.
115. ↑  R. T. France, The Gospel according to Matthew: an introduction and commentary, 1987, p. 154. ISBN 0-8028-0063-7
116. ↑  Michael Keene, St Mark's Gospel and the Christian faith, 2002, p. 26. ISBN 0-7487-6775-4
117. ↑  John Clowes, The Miracles of Jesus Christ, 1817, publ. da J. Gleave, Manchester, p. 47.
118. ↑  R. T. France, The Gospel of Matthew, 2007, p. 349. ISBN 0-8028-2501-X
119. ↑  Harold Riley, The first gospel, 1992, p. 47. ISBN 0-86554-409-3
120. ↑  Watson E. Mills, Roger Aubrey Bullard, Mercer dictionary of the Bible, 1998, p. 48. ISBN 0-86554-373-9
121. ↑  David Friedrich Strauss, The life of Jesus, 1860, publ. da Calvin Blanchard, p. 340.
122. ↑   Matteo 10, su La Parola - La Sacra Bibbia in italiano in Internet.
123. ↑   Matteo 10.2-3, su La Parola - La Sacra Bibbia in italiano in Internet.
124. ↑   Luca 10:1-24, su La Parola - La Sacra Bibbia in italiano in Internet.
125. ↑   Matteo 10.6, su La Parola - La Sacra Bibbia in italiano in Internet.
126. ↑  Sharon H. Ringe, Luke, 1995, pp. 151-152. ISBN 0-664-25259-1
127. ↑  Robert Maguire, The miracles of Christ, 1863, publ. da Weeks & Co., p. 185.
128. ↑   Matteo 14.22-23, su La Parola - La Sacra Bibbia in italiano in Internet.
129. ↑   Marco 6.45-52, su La Parola - La Sacra Bibbia in italiano in Internet.
130. ↑   Giovanni 6.16-21, su La Parola - La Sacra Bibbia in italiano in Internet.
131. ↑  Merrill Chapin Tenney, John: Gospel of Belief, 1997, p. 114. ISBN 0-8028-4351-4
132. ↑   Matteo 14.33, su La Parola - La Sacra Bibbia in italiano in Internet.
133. ↑  J. Dwight Pentecost, The words and works of Jesus Christ, 2000, p. 234. ISBN 0-310-30940-9
134. ↑   Matteo 15.1–20, su La Parola - La Sacra Bibbia in italiano in Internet.
135. ↑   Marco 7.1–23, su La Parola - La Sacra Bibbia in italiano in Internet.
136. ↑  Graham H. Twelftree, Jesus the miracle worker: a historical & theological study, 1999, p. 79. ISBN 0-8308-1596-1
137. ↑   Matteo 15.21–28, su La Parola - La Sacra Bibbia in italiano in Internet.
138. ↑   Marco 7.24-30, su La Parola - La Sacra Bibbia in italiano in Internet.
139. 1 2  Graham H. Twelftree, Jesus the miracle worker: a historical & theological study, 1999, pp. 133-134. ISBN 0-8308-1596-1
140. ↑   Luca 17.11-19, su La Parola - La Sacra Bibbia in italiano in Internet.
141. ↑  Berard L. Marthaler, The creed: the apostolic faith in contemporary theology, 2007, p. 220.ISBN 0-89622-537-2
142. ↑  Herbert Lockyer, All the Miracles of the Bible, 1988, p. 235. ISBN 0-310-28101-6
143. ↑   Marco 7.31-37, su La Parola - La Sacra Bibbia in italiano in Internet.
144. ↑   Marco 8.29, su La Parola - La Sacra Bibbia in italiano in Internet.
145. ↑  Lamar Williamson, Mark, 1983, pp. 138-140. ISBN 0-8042-3121-4
146. ↑   Matteo 16.13-20, su La Parola - La Sacra Bibbia in italiano in Internet.
147. ↑   Marco 8.27–30, su La Parola - La Sacra Bibbia in italiano in Internet.
148. ↑   Luca 9.18–20, su La Parola - La Sacra Bibbia in italiano in Internet.
149. 1 2  Robert J. Karris, The Collegeville Bible Commentary: New Testament, 1992, pp. 885-886. ISBN 0-8146-2211-9
150. 1 2  Jack Dean Kingsbury, Mark Allan Powell, David R. Bauer, Who do you say that I am? Essays on Christology, 1999, p. XVI. ISBN 0-664-25752-6
151. ↑  Christopher Mark Tuckett, Christology and the New Testament, 2001, p. 109. ISBN 0-664-22431-8
152. ↑   Matteo 16.17, su La Parola - La Sacra Bibbia in italiano in Internet.
153. ↑  M. Eugene Boring, Fred B. Craddock, The people's New Testament commentary, 2004, p. 69. ISBN 0-664-22754-6
154. 1 2  John Yueh-Han Yieh, One teacher: Jesus' teaching role in Matthew's gospel, 2004, pp. 240-241. ISBN 3-11-018151-7
155. ↑  Rudolf Schnackenburg, The Gospel of Matthew, 2002, pp. 7-9. ISBN 0-8028-4438-3
156. 1 2 3  Dorothy A. Lee, Transfiguration, 2005, pp. 21-30. ISBN 978-0-8264-7595-4
157. 1 2  Herbert Lockyer, All the Miracles of the Bible, 1988, p. 213. ISBN 0-310-28101-6
158. ↑   Matteo 17.1–9, su La Parola - La Sacra Bibbia in italiano in Internet.
159. ↑   Marco 9.2-8, su La Parola - La Sacra Bibbia in italiano in Internet.
160. ↑   Luca 9.28–36, su La Parola - La Sacra Bibbia in italiano in Internet.
161. ↑   2Pietro 1.16–18, su La Parola - La Sacra Bibbia in italiano in Internet.
162. ↑  John Clowes, The Miracles of Jesus Christ, 1817, publ. da J. Gleave, p. 167
163. ↑  Henry Rutter, Evangelical harmony, Keating & Brown, 1803, p. 450.
164. ↑  Karl Barth, Church dogmatics, p. 478. ISBN 0-567-05089-0
165. ↑  Nicholas M. Healy, Thomas Aquinas: theologian of the Christian life, 2003, p. 100. ISBN 978-0-7546-1472-2
166. ↑  Dorothy A. Lee, op. cit., p. 2.
167. ↑  Susan R. Garrett, The temptations of Jesus in Mark's Gospel, 1996, pp. 74-75. ISBN 978-0-8028-4259-6
168. ↑  Tom Wright, Matthew for Everyone, 2004, p. 9. ISBN 0-664-22787-2
169. ↑   Giovanni 10.40-42, su La Parola - La Sacra Bibbia in italiano in Internet.
170. ↑   Giovanni 1.28, su La Parola - La Sacra Bibbia in italiano in Internet.
171. ↑   Giovanni 3.23, su La Parola - La Sacra Bibbia in italiano in Internet.
172. ↑  Lorna Daniels Nichols, Big Picture of the Bible - New Testament, 2009, p. 12. ISBN 1-57921-928-4
173. ↑  Gerard Stephen Sloyan, John, 1987, p. 11. ISBN 0-8042-3125-7
174. ↑  Richard A. Jensen, Preaching Matthew's Gospel, 1998, pp. 25, 158. ISBN 978-0-7880-1221-1
175. 1 2  Stanley D. Toussaint, Behold the King: A Study of Matthew, 2005, pp. 215-216. ISBN 0-8254-3845-4
176. ↑   Matteo 18, su La Parola - La Sacra Bibbia in italiano in Internet.
177. ↑   Matteo 18.18, su La Parola - La Sacra Bibbia in italiano in Internet.
178. ↑  Larry Chouinard, Matthew, 1997, p. 321. ISBN 0-89900-628-0
179. ↑   Giovanni 11.1-46, su La Parola - La Sacra Bibbia in italiano in Internet.
180. ↑  Andreas J. Köstenberger, L. Scott Kellum, op. cit., pp. 312-313
181. ↑  Francis J. Moloney, Daniel J. Harrington, The Gospel of John, Liturgical Press, 1998, p. 325. ISBN 0-8146-5806-7
182. ↑  Craig L. Blomberg, Jesus and the Gospels: An Introduction and Survey, 2009, pp. 224-229. ISBN 0-8054-4482-3
183. ↑   Giovanni 14-17, su La Parola - La Sacra Bibbia in italiano in Internet.
184. ↑  Cox (2007) p. 182
185. ↑  Craig A. Evans, The Bible Knowledge Background Commentary: John's Gospel, Hebrews-Revelation, 2005, p. 122. ISBN 0-7814-4228-1
186. ↑   Matteo 26.36-46, su La Parola - La Sacra Bibbia in italiano in Internet.
187. ↑   Marco 14.32-42, su La Parola - La Sacra Bibbia in italiano in Internet.
188. ↑   Luca 22.39-46, su La Parola - La Sacra Bibbia in italiano in Internet.
189. ↑   Giovanni 18.1, su La Parola - La Sacra Bibbia in italiano in Internet.
190. ↑  Ján Majerník, Joseph Ponessa, Laurie Watson Manhardt, The Synoptics: Matthew, Mark, Luke, 2005, p. 169. ISBN 1-931018-31-6
191. 1 2 3 4 5 6  John F. Walvoord, Roy B. Zuck (curatori), The Bible Knowledge Commentary: New Testament, 1983, pp. 83-85. ISBN 978-0-88207-812-0
192. ↑   Matteo 26:40, su La Parola - La Sacra Bibbia in italiano in Internet.
193. 1 2 3 4 5  Evans, 2003, pp. 487-500.
194. ↑   Matteo 26.52, su La Parola - La Sacra Bibbia in italiano in Internet.
195. ↑   Giovanni 18.22, su La Parola - La Sacra Bibbia in italiano in Internet.
196. ↑  Raymond Edward Brown, An Introduction to the New Testament, Doubleday, 1997, p. 146. ISBN 0-385-24767-2
197. 1 2  Craig L. Blomberg, Jesus and the Gospels: An Introduction and Survey, 2009, pp. 396-400. ISBN 0-8054-4482-3
198. 1 2 3  Holman Concise Bible Dictionary, 2011, pp. 608-609. ISBN 0-8054-9548-7
199. 1 2  Geoffrey W. Bromiley, The International Standard Bible Encyclopedia, 1982, pp. 1050-1052. ISBN 0-8028-3782-4
200. ↑  Warren Carter, Pontius Pilate: portraits of a Roman governor, 2003, pp. 120-121. ISBN 978-0-8146-5113-1
201. ↑  Richard L. Niswonger, New Testament History, 1992, p. 172. ISBN 0-310-31201-9
202. ↑  Bromiley, Geoffrey W. (1995), International Standard Bible Encyclopedia, Eerdmans Publ., Vol. K-P, p. 929.
203. ↑  Geoffrey W. Bromiley, op. cit., p. 979.
204. ↑  Helen Katharine Bond, Pontius Pilate in History and Interpretation, Cambridge University Press, 1998, p. 159. ISBN 0-521-63114-9
205. ↑  Craig A. Evans, Matthew (New Cambridge Bible Commentary), 2012, p. 454. ISBN 0-521-81214-3
206. ↑  Bryan F. Le Beau, Leonard J. Greenspoon & Dennis Hamm, The Historical Jesus Through Catholic and Jewish Eyes, 2000, pp. 105-106. ISBN 1-56338-322-5
207. ↑  Robert W. Funk (con il Jesus Seminar), The acts of Jesus: the search for the authentic deeds of Jesus, Harper, 1998
208. ↑  Paul William Meyer, John T. Carroll, The Word in this world, 2004, p. 112. ISBN 0-664-22701-5
209. 1 2 3 4 5 6 7  Evans, 2003, pp. 509-520.
210. 1 2 3 4 5  Andreas J. Köstenberger, L. Scott Kellum, The Cradle, the Cross, and the Crown: An Introduction to the New Testament, 2009, pp. 211-214. ISBN 978-0-8054-4365-3
211. ↑   Luca 23.27-28, su La Parola - La Sacra Bibbia in italiano in Internet.
212. 1 2  Merriam-Webster's encyclopedia of world religions della casa editrice Merriam-Webster Inc., 1999, p. 271. ISBN 978-0-87779-044-0
213. 1 2  Geoffrey W. Bromiley, International Standard Bible Encyclopedia, Eerdmans Press, 1995, p. 426. ISBN 0-8028-3784-0
214. ↑  Joseph F. Kelly, An Introduction to the New Testament, 2006, p. 153. ISBN 978-0-8146-5216-9
215. ↑  Leslie Houlden, Jesus: the complete guide, 2006, p. 627. ISBN 0-8264-8011-X
216. ↑   Giovanni 19.26-27, su La Parola - La Sacra Bibbia in italiano in Internet.
217. ↑   Luca 23.34, su La Parola - La Sacra Bibbia in italiano in Internet.
218. ↑  Vernon K. Robbins, in Literary studies in Luke-Acts di Richard P. Thompson (curatore), 1998, pp. 200-201. ISBN 0-86554-563-4
219. ↑  Watson E. Mills, Roger Aubrey Bullard, Mercer dictionary of the Bible, 1998, p. 648. ISBN 0-86554-373-9
220. ↑  William S. Kurz, Reading Luke-Acts: dynamics of Biblical narrative, 1993, p. 201. ISBN 0-664-25441-1
221. ↑   Giovanni 19.36, su La Parola - La Sacra Bibbia in italiano in Internet.
222. ↑   Marco 15.39, su La Parola - La Sacra Bibbia in italiano in Internet.
223. ↑  George Martin, The Gospel according to Mark, 2005, p. 440. ISBN 0-8294-1970-5
224. ↑  Allen Black , Mark, 1995, p. 280. ISBN 0-89900-629-9
225. ↑   Matteo 27.62-66, su La Parola - La Sacra Bibbia in italiano in Internet.
226. ↑  Daniel J. Harrington, The Gospel of Matthew, 1991, p. 404. ISBN 0-8146-5803-2
227. ↑  Leon Morris, The Gospel according to Matthew, p. 727. ISBN 0-85111-338-9
228. ↑   Matteo 28.1, su laparola.net.,  Marco 16.9, su laparola.net.,  Luca 24.1, su laparola.net. e  Giovanni 20.1, su laparola.net.
229. 1 2 3 4 5  Cox (2007) pp. 216-226
230. 1 2 3  Evalyn & Frank Stagg, Woman in the World of Jesus, Westminster Press, 1978, pp. 144–150.
231. ↑  Vladimir Lossky, The Meaning of Icons, 1982, p. 185. ISBN 978-0-913836-99-6
232. ↑   Marco 16.1–8, su laparola.net.,  Matteo 28.1–8, su laparola.net.,  Luca 24.1–12, su laparola.net. e  Giovanni 20.1–13, su laparola.net.
233. ↑  Claudia Setzer, "Excellent Women: Female Witness to the Resurrection" su Journal of Biblical Literature, Vol. 116, nr. 2 (estate 1997), pp. 259–272
234. ↑   Matteo 28.5, su La Parola - La Sacra Bibbia in italiano in Internet.
235. ↑   Marco 16.5, su La Parola - La Sacra Bibbia in italiano in Internet.
236. ↑   Luca 24.4, su La Parola - La Sacra Bibbia in italiano in Internet.
237. ↑   Giovanni 20.12, su La Parola - La Sacra Bibbia in italiano in Internet.
238. ↑   Marco 16.9, su La Parola - La Sacra Bibbia in italiano in Internet.
239. ↑   Giovanni 20.15, su La Parola - La Sacra Bibbia in italiano in Internet.
240. ↑   Luca 16.9, su La Parola - La Sacra Bibbia in italiano in Internet.
241. ↑   Matteo 28.11-15, su La Parola - La Sacra Bibbia in italiano in Internet.
242. ↑   Giovanni 20.15-17, su La Parola - La Sacra Bibbia in italiano in Internet.
243. ↑   Giovanni 20.19-21, su La Parola - La Sacra Bibbia in italiano in Internet.
244. ↑   Giovanni 20.24-29, su La Parola - La Sacra Bibbia in italiano in Internet.
245. ↑   Matteo 28.16–20, su La Parola - La Sacra Bibbia in italiano in Internet.
246. ↑   Luca 24.13-32, su La Parola - La Sacra Bibbia in italiano in Internet.
247. ↑   Marco 16.12-13, su La Parola - La Sacra Bibbia in italiano in Internet.
248. ↑  Catholic Comparative New Testament della Oxford University Press, 2006, p. 589. ISBN 0-19-528299-X
249. ↑   Atti 1.9-11, su La Parola - La Sacra Bibbia in italiano in Internet.
250. ↑  "Ascension, The" nel Macmillan Dictionary of the Bible, Collins, 2002 (EN) . ISBN 0-333-64805-6
251. ↑   Luca 24.50-53, su La Parola - La Sacra Bibbia in italiano in Internet.
252. ↑   Marco 16.19, su La Parola - La Sacra Bibbia in italiano in Internet.
253. ↑   Atti 1.9-11, su La Parola - La Sacra Bibbia in italiano in Internet.
254. ↑  Fred B. Craddock, Luke, 2009, pp. 293-294. ISBN 0-664-23435-6
255. 1 2  Frank J. Matera, New Testament Theology, 2007, pp. 53-54. ISBN 0-664-23044-X
256. ↑   Atti 1.9-12, su La Parola - La Sacra Bibbia in italiano in Internet.
257. ↑   Atti 1:3, su La Parola - La Sacra Bibbia in italiano in Internet.
258. ↑   Atti 1:9, su La Parola - La Sacra Bibbia in italiano in Internet.
259. ↑   Atti 2:30-33, su La Parola - La Sacra Bibbia in italiano in Internet.
260. ↑   Efesini 4.8-10, su La Parola - La Sacra Bibbia in italiano in Internet.
261. ↑   1Timoteo 3.16, su La Parola - La Sacra Bibbia in italiano in Internet.
262. ↑   Ebrei 10:12, su La Parola - La Sacra Bibbia in italiano in Internet.
263. ↑  D. N. Freedman, David Noel, Allen Myers and Astrid B. Beck, Eerdmans Dictionary of the Bible, 2000, p. 110. ISBN 90-5356-503-5